# Stadtkirche Bremgarten

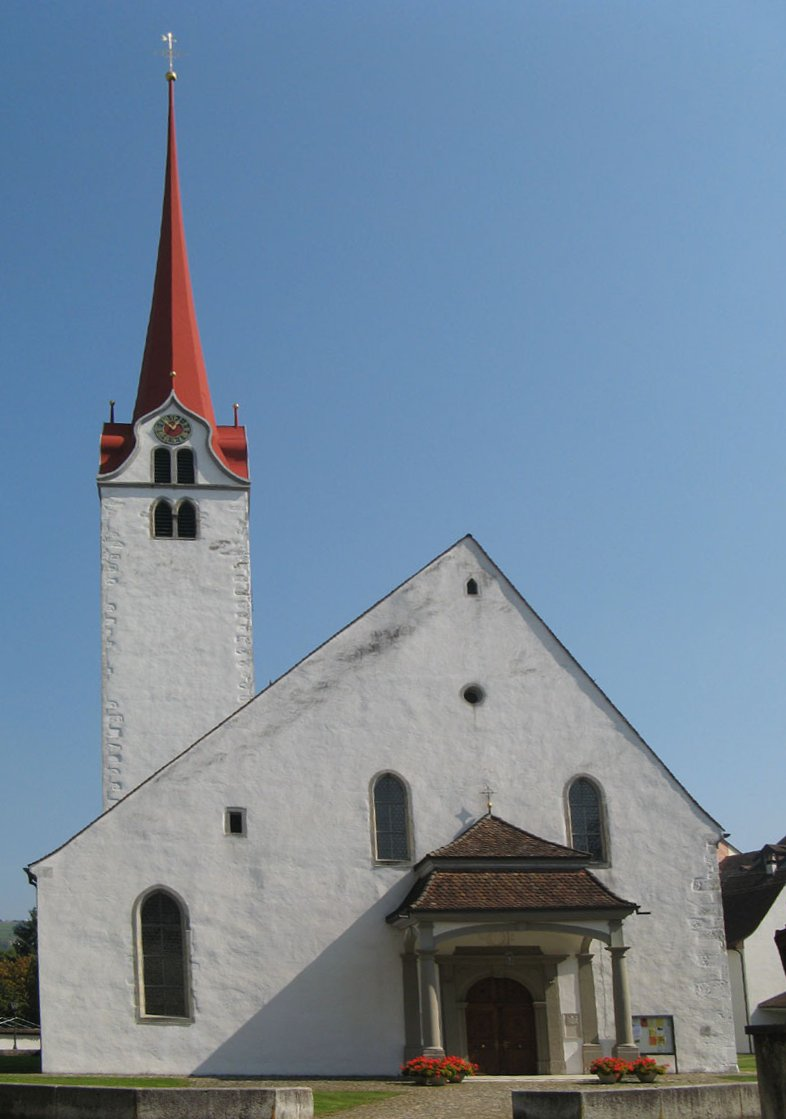
Die Stadtkirche mit Turm und Hauptportal

Die denkmalgeschützte Stadtkirche St. Nikolaus ist ein Wahrzeichen der Stadt Bremgarten im Kanton Aargau in der Schweiz. Sie befindet sich im Herzen der Unterstadt und ist umsäumt von wichtigen Gebäuden der katholischen Kirchgemeinde. Sie steht im Kirchenbezirk auf einem ehemaligen Friedhofsplatz, überragt die anliegenden Gebäude und ist weithin sichtbar. Der 64 Meter hohe Turm ist bereits vom Mutschellen-Pass in Richtung Bremgarten sichtbar.
Die Geschichte der Kirche lässt sich bis ins 11. Jahrhundert zurückdatieren. Sie war Schauplatz der Reformation durch Heinrich Bullinger und seinen gleichnamigen Vater im 16. Jahrhundert. Bremgarten wechselte aber kurz darauf zum katholischen Glauben zurück. Die Kirche wurde in ihrer Geschichte viermal Opfer eines Brandes, dreimal während des Spätmittelalters und einmal am 28. März 1984.
Die Kirche war vor der Reformation Maria Magdalena geweiht und ein Seitenschiff Nikolaus von Myra. Als Zeichen der Rückkehr zum katholischen Glauben wurde nach der Reformation Nikolaus von Myra als Hauptpatron gewählt. Das Seitenschiff wurde später dem Katakombenheiligen Synesius geweiht, dessen Gebeine die Kirche im 17. Jahrhundert entgegennehmen konnte.
Das heutige Gebäude ist grösstenteils während der Gotik entstanden. Der Stil der nach dem Brand rekonstruierten Inneneinrichtung ist den späteren Epochen Barock und Renaissance nachempfunden. Nur die beweglichen Gegenstände der Kirche sind noch aus der Originalzeit, da sie vor den Renovierungsarbeiten aus der Kirche entfernt worden waren.

## Lage

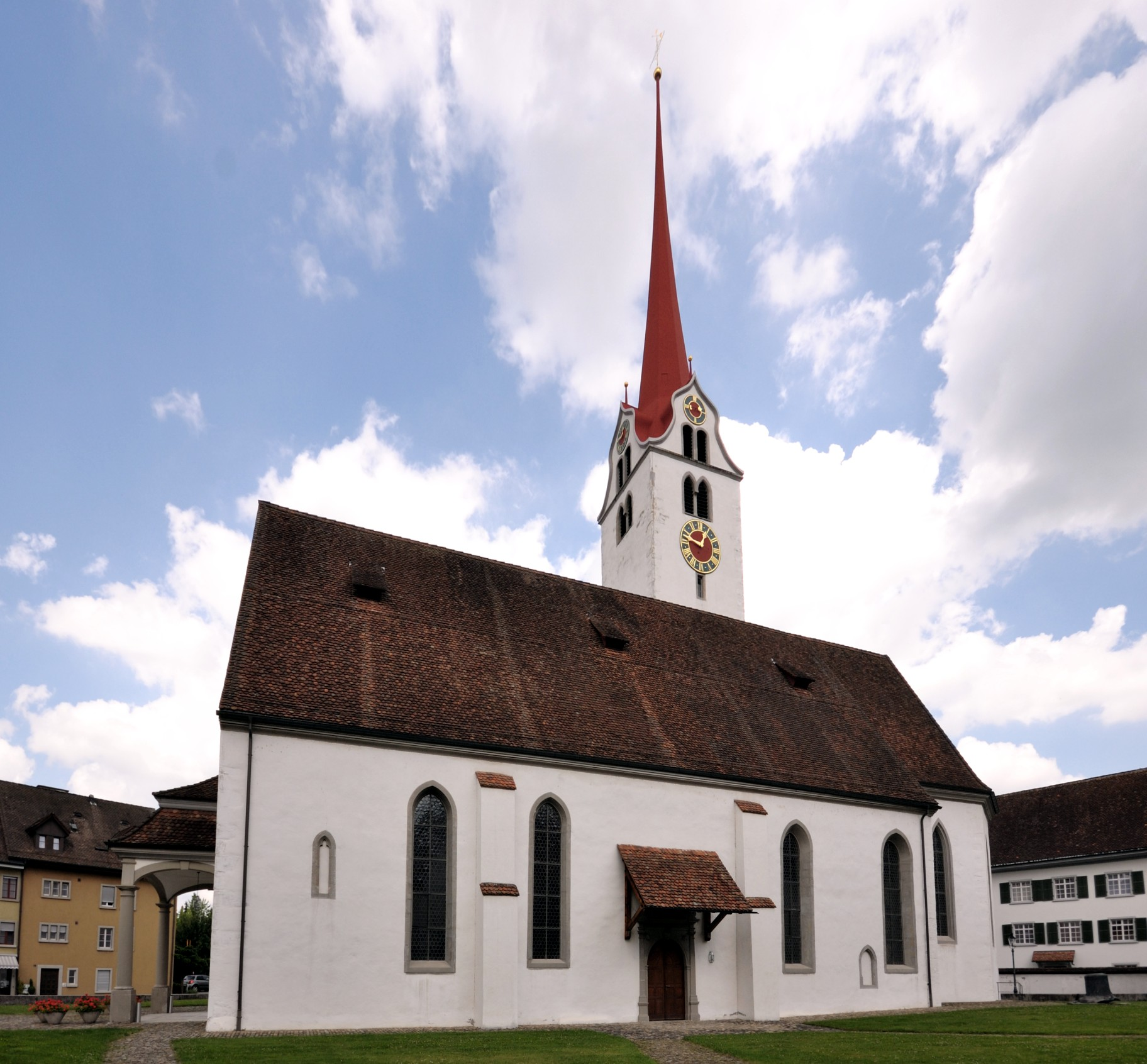
Stadtkirche von Südosten

Die Kirche liegt im Herzen der Unterstadt auf einem rechteckigen Kirchhofplatz, der früher als Stadtfriedhof genutzt wurde. Heute besteht der Platz aus gepflasterten Gehwegen und Rasenflächen sowie einigen Gräbern von Geistlichen. Der Kirchhofplatz wird von der St. Annakapelle, der Muttergotteskapelle, der St. Klarakapelle, einem Begräbnisgang sowie einem Mäuerchen begrenzt. Um den Platz herum befinden sich wichtige Gebäude der Kirchgemeinde wie das Pfarrhaus, das ehemalige Klarissenkloster und heutige Pfarreizentrum, das Pfarrhelferhaus, das ehemalige Organistenhaus sowie einige Pfrund- und Bürgerhäuser.
Die Pfrundhäuser stifteten im 15. und 16. Jahrhundert die Kapellen und die Altäre in der Kirche. Ein Pfrundhaus war der Hauptsitz eines Kirchenamtes, das für eine bestimmte kirchliche, schulische oder seelsorgerische Aufgabe zuständig war und sich gleichzeitig um die Finanzierung kümmerte. Personen aus der Stadt Bremgarten konnten so bei der Pfrund einen Einmalbetrag und jährlichen Zins für einen Altar bezahlen, dessen Patrone dann in einer ewigen Messe geehrt werden sollten. Auch der Stifter wurde in der Messe gedacht.

## Geschichte

Bremgartner Vorsiedlungen im 11. Jahrhundert

Archäologische Untersuchungen bezeugen, dass die erste Bauphase vor der eigentlichen Stadtgründung stattfand und die Kirche vermutlich im 11. Jahrhundert durch die Habsburger errichtet wurde.
Auf dem Gebiet um die heutige Altstadt gab es im 11. Jahrhundert zwei Siedlungen. Die erste lag rund um eine mittelalterliche Burg (das heutige Bremgartner Schlösschen in der Altstadt) und hiess Vilingen. Die zweite Vorsiedlung lag unterhalb des steil abfallenden Moränensporns am Ort der heutigen Unterstadt, hiess bereits Bremgarten, lag südwestlich von der Kirche aus links- und rechtsseitig der Reuss und war mit einer Fähre verbunden. Die Kirche wurde am Rand dieser Siedlung gebaut und gehörte ursprünglich kirchlich zum Nachbardorf Eggenwil, wo die Habsburger einen Hof besassen. Da kein Stiftergrab gefunden wurde, handelte es sich bei der Kirche vermutlich um eine steuerbefreite Eigenkirche der Habsburger und hatte bereits seit ihrer Entstehung das damals nicht selbstverständliche Taufrecht. Der Bau dieser Kirche leitete somit die kirchliche Verselbständigung der Siedlung des habsburgischen Eggenwil ein. Die erste urkundliche Erwähnung der Siedlung Bremgarten erfolgte zwischen 1135 und 1140, als Graf Albrecht II., Schirmvogt des Klosters Muri von 1111 bis 1140, seinen Herrenhof in Eggenwil und die Siedlung Bremgarten einschliesslich der Kirche dem Kloster Muri schenkte.
Bremgarten und Vilingen wuchsen im 12. Jahrhundert zu einer grösseren Siedlung zusammen. Kirche und Siedlung blieben bis Anfang des 15. Jahrhunderts unter habsburgischer Gerichtsherrschaft am Hof Eggenwil.

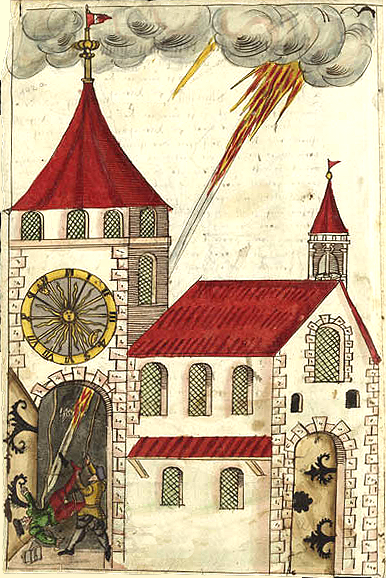
Darstellung des Blitzeinschlages vom 7. August 1580 von Johann Jakob Wick

Erstmals urkundlich erwähnt wurde die Kirche im Jahr 1252 durch den Leutpriester Markwart, einen Kleriker der Grafen von Habsburg, ungefähr zehn Jahre nachdem Bremgarten das Stadtrecht von Rudolf von Habsburg erhalten hatte. 1415 verlor Herzog Friedrich IV. das Kelleramt durch Eroberung an die Stadt Zürich. Aufgrund dieser Niederlage schenkte seine Ehefrau, Fürstin Anna von Braunschweig, die Kirche am 2. Juli 1420 dem damaligen Bremgartner Spital. Dies geschah mit der Verpflichtung, ihrer bei einer jährlichen Messe zu gedenken, was auch heute noch befolgt wird. Es ist eine weitere Weihe der Kirche im Jahr 1427 bekannt.
1519 untersagte der damalige Pfarrer Heinrich Bullinger (Vater des Reformators Heinrich Bullinger) dem päpstlichen Ablassprediger Bernhardin Samson das Predigen und setzte so das erste Zeichen für die Reformation. In den Jahren darauf kam es in Bremgarten wegen der Auseinandersetzung um die Reformation zu beinahe bürgerkriegsähnlichen Zuständen. 1529 setzte Bremgarten Reformator Heinrich Bullinger als Pfarrer ein, der zwei Jahre lang tätig war. Durch die politischen Umwälzungen des Zweiten Kappelerkrieges kehrte Bremgarten am 4. Oktober 1532 wieder zum katholischen Glauben zurück und wählte als neuen Kirchenpatron Nikolaus von Myra. Die Kirche als ganzes Gebäude wurde zum dritten Mal in ihrer Geschichte rekonziliert.
Am 7. August 1580 schlug ein Blitz in die Stadtkirche ein, den Johann Jakob Wick in seiner Sammlung von Nachrichten zur Zeitgeschichte aus den Jahren 1560–1587 textlich und zeichnerisch festhielt. Auf dem Bild ist zu sehen, wie der Blitz in den Kirchturm einschlägt. Der Sigrist und eine Hilfsperson sind beim Glockenläuten und werden vom Blitzeinschlag überrascht. Der Sigrist fällt um und ein Schuh löst sich von seinem Fuss.

## Baugeschichte und Architektur

Grundriss vor den Restaurierungsarbeiten und dem Brand 1984

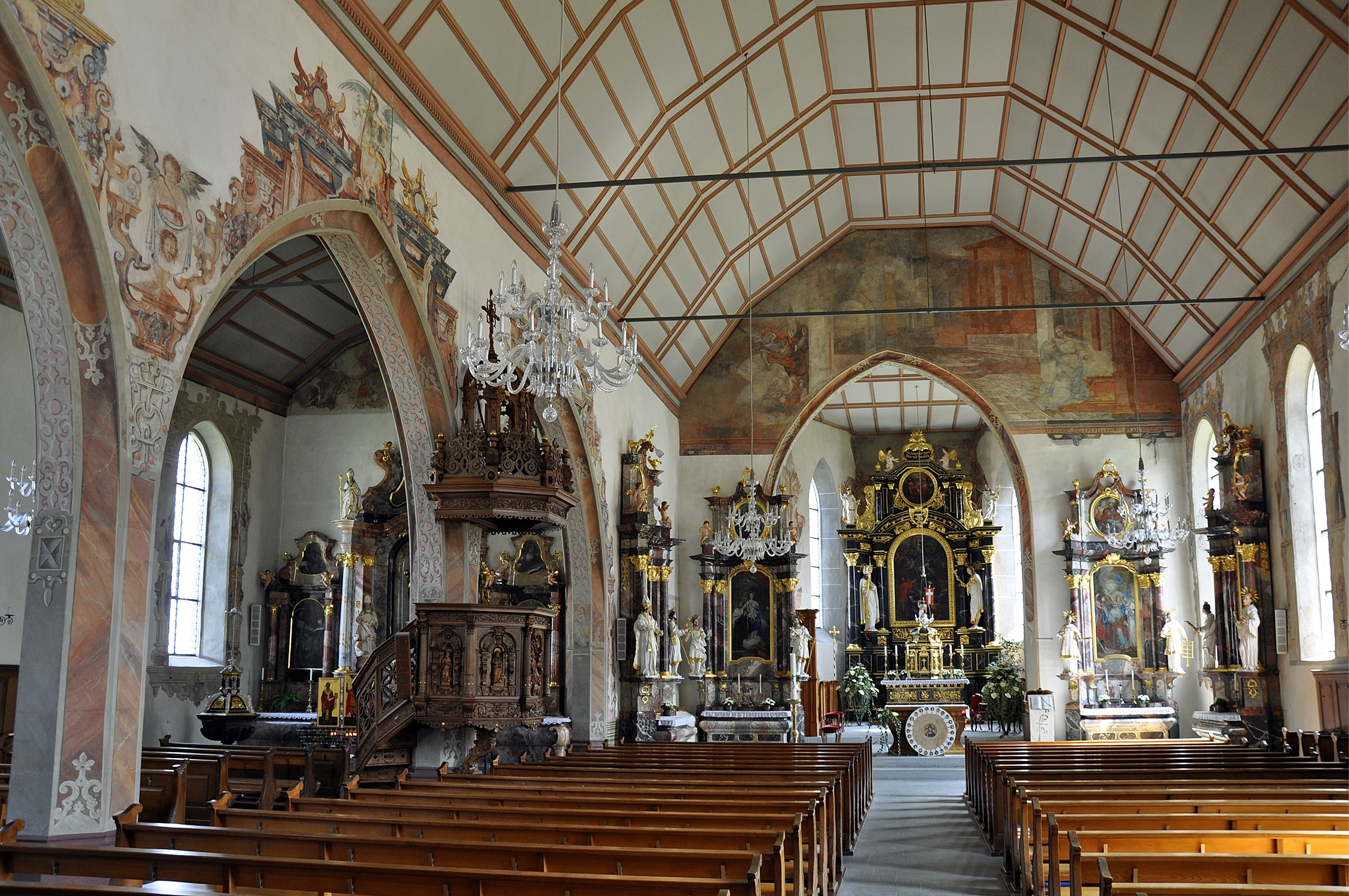
Inneres, Gesamtansicht

Die Kirche war eine für das 11. Jahrhundert typische rechteckige Saalkirche mit 20,7 Metern Länge und 14 Metern Breite. Sie reichte vom Chorbogen des heutigen Hauptschiffs bis ein wenig über die westlichste Säule des heutigen Seitenschiffjochs. Die Breite des heutigen Hauptschiffs entspricht der Breite des ersten Baus. Die Kirche besass damals einen Erdfussboden und hatte als einzige Sitzmöglichkeit eine Steinbank, die in die westliche Mauer eingearbeitet war. An der östlichen Wand befand sich der Hochaltar und in der Mitte der Kirche stand ein Taufstein. Um das Gebäude herum wurde ein Friedhof angelegt.
Mitte des 13. Jahrhunderts wurde die erste Innenunterteilung vorgenommen. Man baute nordöstlich eine Sakristei und südöstlich ein Beinhaus in die Kirche, indem man östlich je zwei L-förmige Mauern einbaute. Der Hochaltar stand in der Mitte eines dadurch entstandenen Chors, der mit einer zusätzlichen Schrankenmauer vom Hauptsaal abgetrennt wurde. Die Sitzbank wurde an der südlichen Wand erweitert. Die Sakristei erhielt einen Unterlagsboden aus Mörtel und das Beinhaus wurde kellerartig ausgehoben.
Durch das Bevölkerungswachstum der Stadt war der Innenraum der Kirche für die Zahl der Gottesdienstteilnehmer nicht mehr ausreichend. Die Kirche wurde nach Westen hin erweitert und nahm damals vermutlich etwa die Ausmasse des heutigen Hauptschiffes an. Die damalige Kirche besass drei Altäre: den Hochaltar, einen Seitenaltar an der Westwand der Sakristei und vermutlich einen weiteren an der Westwand des Beinhauses. Der Standort des dritten Altars konnte nicht archäologisch nachgewiesen werden. Eine dokumentierte Weihe dieser erweiterten Kirche fand am 18. August 1300 statt. Dieser Bau wurde etwa vierzig Jahre später durch ein Feuer stark beschädigt, vielleicht grösstenteils zerstört und musste danach wieder aufgebaut werden.
Der Neubau begann zuerst beim Turm, denn die Jahreszahl im sogenannten Wendelstein des Turmfundamentes bezeugt den Baubeginn des Turmes durch Meister Rudolf von Merenschwand im Jahr 1343. Der gesamte Turm hatte ohne die später aufgesetzten Wimperge des Glockenstuhls etwa eine Höhe von 50 Metern. Das Erdgeschoss wurde vermutlich als Sakristei genutzt. Um Gottesdienste in dem beschädigten Gebäude abhalten zu können, wurde ein Notdach errichtet, das auf paarweise angeordneten und in gemauerten Sockeln untergebrachten Holzpfeilern im Innenraum gestützt wurde. Die Wände waren wegen des Feuers brüchig geworden und nicht mehr in der Lage, ein Dach zu tragen. Als weiterer Ausbauschritt entstand der heutige dreiseitige Chor an der Ostseite, inklusive einer Chorbogenwand als Übergang in das Hauptschiff.
Da beim Stadtbrand 1382 die Kirche erneut stark beschädigt wurde, mussten die Westmauer von Grund auf neu errichtet und die Nord- und Südmauern saniert werden. Dabei wurden die Mauern auf die heutige Höhe ausgebaut.
In den ersten 30 Jahren des 15. Jahrhunderts wurde auf der Nordseite ein Kapellentrakt mit zwei Kapellen gebaut, die mit der Kirche eine gemeinsame Mauer teilten. Dieser Bau schritt nur zögernd voran. Zuerst wurde die östliche fertiggestellt und erst etwa zwanzig Jahre später die westliche.
Am 20. März 1434 brannte die Unterstadt von Bremgarten und damit erneut die Kirche ab und musste erneut wiederhergestellt werden. Man beschränkte sich damals auf die allernotwendigsten Massnahmen wie die Sanierung des Daches, des Kirchenbodens und der Innenausstattung. Die Kirche wurde am 31. Juli 1435 rekonziliert.
Die eidgenössischen Truppen besetzten während der zweiten Phase des Alten Zürichkrieges Bremgarten und Baden im Mai 1443 und zogen plündernd durch das angrenzende Land. Wahrscheinlich wegen Beschädigungen oder Plünderungen durch die eidgenössischen Truppen wurde eine weitere Rekonziliation nötig (am 5. Juli 1457 dokumentiert). Wegen der durch das Anwachsen der Bevölkerung und der Beschädigungen der vergangenen Jahre nötig gewordenen Sanierungsarbeiten entschied man sich für einen Umbau. 1450 wurden die nordseitig angebauten Kapellen als Nebenschiff integriert, indem man die Nordwand der Kirche einriss. Die Kirche wurde vermutlich während dieses Ausbaus oder wenig später mit gotischen Fresken versehen. Eine weitere dokumentierte Rekonziliation im Jahr 1487 weist auf einen Umbau, einen Neubau oder eine Wiederherstellung der Kirche oder der Inneneinrichtung hin.
1532 baute man eine einstöckige Sakristei an. 1575 wurde diese mit einem zweiten Geschoss erweitert und erreichte so das heutige Bauvolumen. Das Spätrenaissance-Portal an der Südwand entstand 1617. Hans Jakob Ablutz aus Mellingen malte die Turmuhr im Jahr 1681 neu. Während der Jahre 1742/1743 wurden dem Turm eine Glockenstube und ein neuer Turmhelm aufgesetzt. 1747 erneuerte der Zuger Uhrmacher Michael Landtwing die Kirchenturmuhr. Das Hauptportal entstand im Jahr 1804.

### Grundbau
Das beidseitig um zwei Meter verbreiterte und als Langhaus ausgebildete Hauptschiff liegt neben dem dreiseitig geschlossenen Hochchor. Das Nebenschiff schliesst an die Nordseite des Hauptschiffes an und ist auf der Chorseite um ein Langhausjoch verkürzt. An dieser Stelle befindet sich der annähernd quadratische Turm, der im Erdgeschoss eine Seitenlänge von acht Metern aufweist und dessen Mauerstärke 2,2 Meter beträgt. Die Sakristei ist zweistöckig und durch ein Treppenhaus mit Wendeltreppe nach aussen abgesetzt. Sie befindet sich ebenfalls an der Nordseite des Chors.
Der Bau des Dachstocks und des Turmhelms nach dem jüngsten Brand wurde von der Firma Max Vogelsang AG in Wohlen unter der Aufsicht des Architekten V. Moser vorgenommen.

### Turm
Der 64 Meter hohe Turm ist ein Werk der Hochgotik. Er ist spärlich gegliedert, besitzt aber ausgemauerte Wimperge. Die untere Glockenstube ist allseitig geöffnet und besitzt gefasste, spitzbogige Zwillingsschallfenster. Die beiden Spitzbogen der Fenster werden von einem rechteckigen Mittelpfeiler mit kräftigen Kämpfern unterfangen. Der Haupteingang des Turms liegt vor dem Chor zwischen den zwei Seitenaltären auf der linken Seite.
Der Helm des Turmes hatte vor dem jüngsten Brand eine grüne, kupferne Patina. Danach wurde der Turmhelm von der Max Vogelsang AG und der Paul Grunder AG in Teufen neu gefertigt. Das Dach hat heute einen roten Anstrich. Die Höhe des Helms beträgt 37 Meter.

## Katakombenheiliger Synesius
Die Kirche besitzt als Reliquien die Gebeine des Katakombenheiligen Synesius, über dessen Leben nichts bekannt ist. Die Gebeine wurden 1652 unter Papst Innozenz X. und durch die Vermittlung des Kommandanten der Schweizergarde Johann Rudolf Pfyffer von Altishofen aus der Calepodius-Katakombe in Rom enthoben und von dem Stadtpfarrer Heinrich Honegger sowie dem Kapitularen Christopherus Bürgisser nach Bremgarten gebracht.
Am 18. August 1653 feierte Bremgarten die Ankunft der Gebeine und die Häuser und Strassen waren mit Blumengirlanden, Triumphbögen sowie Inschrifttafeln verziert. Bei den Feierlichkeiten anwesend waren der Abt Dominicus des Klosters Muri, der Abt Georgius des Klosters Adelberg in Württemberg und mehr als 90 Priester aus der Welt- und Ordensgeistlichkeit sowie politische Gesandte der Kantone Uri, Schwyz, Glarus und Zug. Die Gebeine wurden anschliessend in den speziell dafür geschaffenen Altar in der Stadtkirche untergebracht.
Der Reliquienheilige wird am Synesifest, dem vierten Sonntag im Oktober, als Helfer bei Augenkrankheiten angerufen. Dazu wird von einem Geistlichen ein in Gold gefasster Knochen des Heiligen an die Stirn gehalten und ein Segen ausgesprochen. Noch heute wird das Synesifest rege besucht. Die verzierten Gebeine (Schädel und einige Extremitätenknochen) werden dazu während der Festzeit in einem Schrein im Synesiusaltar ausgestellt. Unter dem Jahr sind die Gebeine in einem einbruchgeschützten Raum im Pfarrhaus aufbewahrt.
Am 24. Oktober 1753 wurde das 100-jährige Jubiläum der Überführung des Katakombenheiligen Synesius gefeiert. Dafür fassten die Schwestern des Klosters Gnadenthal die Gebeine neu und betteten sie in einen neuen Glasschrein ein. Die Feier wurde zuerst auf den 22. Oktober angesetzt, musste aber wegen schlechten Wetters um zwei Tage verschoben werden. Es nahmen mehr als 10’000 Personen daran teil. Das Programm bestand aus einer Prozession und einem Festspiel von drei Akten und acht Szenen, das sich um den Märtyrer Synesius drehte. Die Musik dazu hatte der Bremgartner Pater Caspar Bürgisser komponiert, der spätere Abt des Klosters Wettingen.
Am Montag, 24. Oktober 1853 fand das 200-jährige Jubiläum der Überführung des Katakombenheiligen Synesius statt. Zuerst wurde die Feier von der Kantonsregierung in Aarau verboten, weil die notwendige Bewilligung fehlte. Ebenso gab es Bedenken wegen der fehlenden Sicherheit und wegen des Unterrichtsausfalls in den Schulen. Der Stadtrat von Bremgarten sandte eine Delegation nach Aarau, die erfolgreich vermittelte. So konnte die Feier wie geplant stattfinden.
Am 25. Oktober 1953 wurde das 300-jährige Jubiläum der Überführung des Synesius gefeiert. Es gab etliche Messen und Festpredigten. Als Ehrengäste anwesend waren der Abt Stephan Kauf der Abtei Muri-Gries und der Domherr G. Binder von Solothurn.

## Kirchenbrand am 28. März 1984

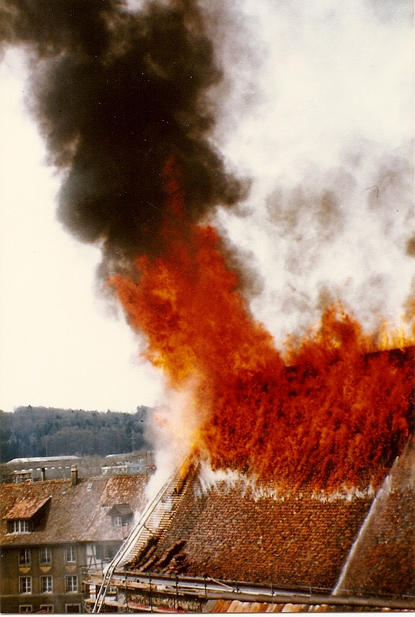
Brennender Dachstock

Am Nachmittag des 28. März 1984 brannte die Kirche bei Renovationsarbeiten nieder. Die Arbeiter behandelten die Balken im Chor mit einem Holzschutzmittel, das brandgefährliche Dämpfe emittierte. Kurz nach dem Einspritzen des Gebälks trennte ein Arbeiter um 13:50 Uhr mit einer Trennscheibe eine Schraube ab, die noch aus dem Gebälk hervorstand. Der Funkenflug entzündete die Dämpfe des Holzimprägnierungsmittels schlagartig und im Chor kam es zu einer Explosion. Verletzt wurde niemand. In den darauffolgenden Stunden breitete sich das Feuer vom Chor über den Dachstuhl bis zum Hauptportal aus. Da die Tür zum Turm offen stand, konnte das Feuer auch dort vordringen und setzte den ganzen Turm in Brand. Um 16 Uhr, als der Turm in Vollbrand stand, läutete die grosse Glocke das letzte Mal. Nach Einstellen der Löscharbeiten um 17:30 Uhr stürzten die Glocken in die Tiefe und brachten das Feuer nochmals zum Auflodern. Bis auf eine schmolzen alle Glocken. Damit verlor Bremgarten die damals älteste Glocke des Kantons Aargau. Jene Glocke, die den Brand schwer beschädigt überstand, steht nun ausserhalb der Kirche als Branddenkmal. Die Sakristei blieb vom Feuer verschont, da die Tür vom Chor zur Sakristei verschlossen war. Das Kirchendach, die Orgel und die Orgelempore sowie der Überbau der Altäre wurden Opfer der Flammen.

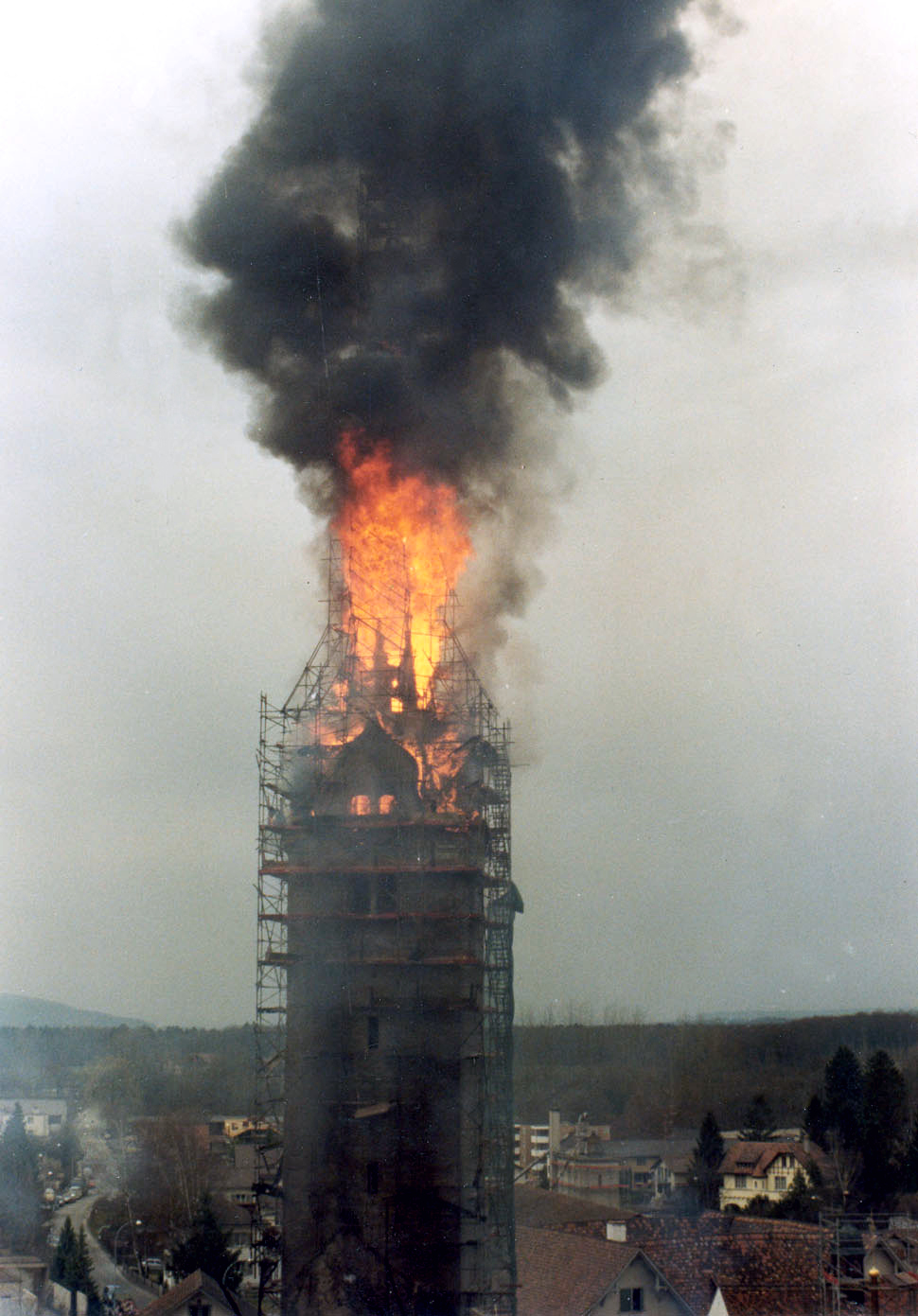
Der Turmhelm hat Feuer gefangen

Es waren ungefähr hundert Feuerwehrleute aus Bremgarten, Wohlen und Lenzburg im Einsatz. Da die Leiter für den Turm zu klein war, kam ein Helikopter zum Einsatz, der Wasser aus der Reuss holte und in das Turmgemäuer schüttete, nachdem der ausgebrannte Turmhelm in den Turm gefallen war. Der Helm fiel wegen des Gerüsts in sich zusammen und nicht auf umliegende Gebäude. Dadurch konnten der Brand im Innern des Turmes gelöscht und das Turmgemäuer vor dem Einstürzen bewahrt werden. Der Brand war gegen 20 Uhr unter Kontrolle. Da der Kirchturm und das Baugerüst einzustürzen drohten, wurde das Areal rund um die Kirche evakuiert. Wegen Nachbränden beobachtete die Feuerwehr die Brandstelle noch drei Tage lang.
Da die Pläne vor Renovationsbeginn exakt aufgenommen worden waren, konnte die Kirche dank Spenden und Beiträgen des Lotteriefonds durch Architekt Walter Moser beinahe originalgetreu wiederaufgebaut werden. Am 29. Juni 1986 wurden für die Kirche sechs neue Glocken gegossen, die am 25. Oktober 1986 geweiht und von Kindern aufgezogen wurden. Am 6. Dezember 1987 wurde die renovierte Kirche eingeweiht. Der Vertrag für die neue Orgel wurde mit der Firma Metzler AG in Dietikon im November 1985 unterzeichnet. Die Arbeiten dauerten bis 1988 und die Orgel wurde nach der offiziellen Kircheneinweihung im August 1988 in Betrieb genommen.

## Glocken

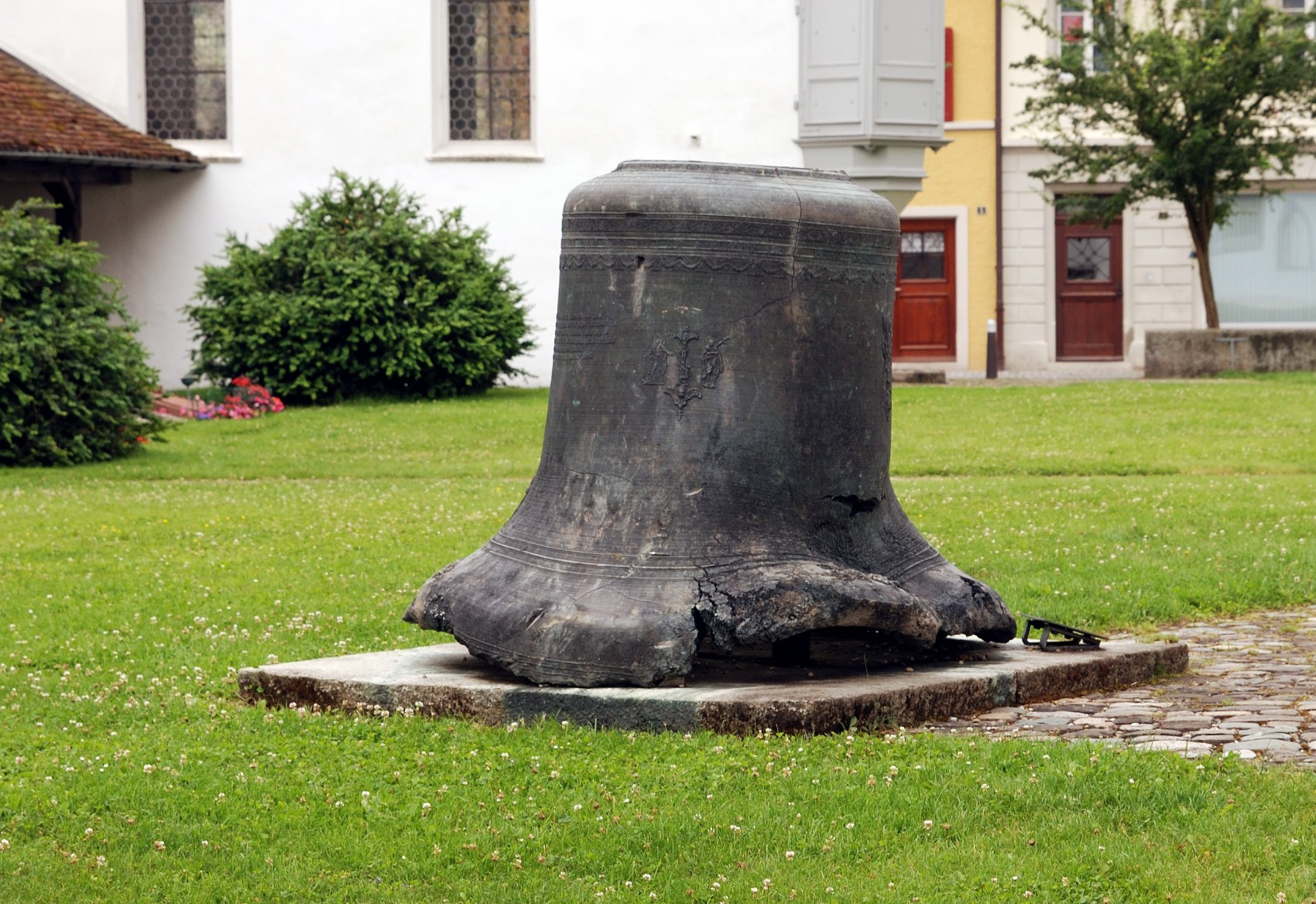
Ehemalige grosse Glocke aus dem Jahr 1641 als Branddenkmal neben der Kirche

### Geschichte der früheren Glocken
Ein unbekannter Glockengiesser stellte 1515 für die Kirche drei Glocken her. Diese sind nicht bis ins 20. Jahrhundert erhalten geblieben. Im Jahr 1641 produzierten die Lothringer Glockengiesser Honoré les Rossier, Claude les Rossier und Jean de Norge neue Glocken, um in der Kirche einen siebenstimmigen Akkord mit den Glocken aus dem 16. Jahrhundert zu vollenden. Im Jahr 1741 verlangte der Kirchenrat, dass drei gespaltene Glocken umzugiessen seien. Er gelangte zuerst an den Glockengiesser Peter Ludwig Keiser, erzielte mit ihm aber keine Einigung. So restaurierten die beiden Enkel der Giesser von 1641, Louis und Nicolas les Rossier, die grösste Glocke und ersetzten die zweitgrösste. Die Bremgartner Stadtkirche erhielt 1771 eine Totenglocke, die von Joseph Anton Brandenberg aus Zug gegossen wurde.

### Glockeninventar vor dem Brand 1984
Vor dem Brand befanden sich in der Glockenstube der Kirche acht Glocken:
1. Eine Glocke (Durchmesser 55 Zentimeter) aus dem Jahr 1641 mit Antiquaumschrift am Hals «LAUS EIUS IN ECCLESIA SANCTORUM • PSAL. CXLIX & EX FRAGMENTIS REDIVIVA ANON. MDCXXXXI» und dem Bremgartner Stadtwappen. Diese Glocke wurde später nochmals geschweisst.
2. Totenglocke (Durchmesser 82 Zentimeter) aus dem Jahr 1771. Am Hals beim Groteskenfries stand in Antiqua DEO HONOREM PATRIBVS PATRIE LAVDEM PRO BON BVBLICO. S. GEORGE ORA PRO NOBIS ANNO 1771 und gleich darunter stand «DURCH HITZ VND FEVR BIN ICH GEFLOSSEN JOSEPH ANTONI BRANDENBERG IN ZUG HAT MICH GOSSEN». Zwischen Gehängen mit Früchten waren die Bildreliefs von Maria, Jesus am Kreuz, dem heiligen Georg, St. Nikolaus, von Kaiser Heinrich und das Bremgartner Stadtwappen.
3. Eine Glocke (Durchmesser 74 Zentimeter) mit einer Halsumschrift mit Abbildungen der Evangelisten und einem Text in gotischen Kleinbuchstaben «anno dmi mccclxxxxvii» (übersetzt: «Im Jahre des Herrn 1397»). Diese Glocke aus 1397 war damals die älteste Glocke im Kanton Aargau.
4. Agathaglocke (Durchmesser 105 Zentimeter) von 1641. Am Hals zwischen Rollwerk- und Groteskenfries stand eine Antiquaumschrift «MENTEM • SANCTAM • SPONTANEAM • HONOREM • DEO • &PATRIAE • LIBERATIONEM • S. AGATHA • ORA • PRO • NOBIS • 1641 •» sowie Reliefs von Jesus am Kreuz, den Kirchenpatronen St. Nikolaus und Maria Magdalena, von Johannes dem Täufer, von Thomas, von Verena, von Agatha und ebenfalls das Bremgartner Stadtwappen.
5. Eine Glocke (Durchmesser 116 Zentimeter) aus dem Jahr 1641 mit einer Antiquaumschrift am Hals zwischen Rollwerk- und Groteskenfries «LAUDATE DOMINUM IN CYMBALIS BENESONANTIBUS, LAUDATE EUM IN CYMBALIS IUBILATIONIS • PS • 150 • ANNO DOMINI MDCXXXI.» (übersetzt: «Lobet Gott mit wohlklingenden Zimbeln, Lobet ihn mit Freudenzimbeln. Psalm 150. Im Jahre des Herrn 1641»). Das Bildrelief zeigte Bilder der Maria, den Kirchenpatronen St. Nikolaus und Maria Magdalena, des Michaels, des Laurentius, der Margaretha, des Mauritius, des Franziskus, sowie das Bremgartner Stadtwappen mit Reichsadler.
6. Angelusglocke (Durchmesser 130 Zentimeter) aus dem Jahr 1859. Die Halsinschrift war «AVE MARIA GRATIA PLENA DOMINUS TECUM. SANCTE MARIA ORA PRO NOBIS PECATORIBUS». Sie hatte Bildreliefs von Maria, Jesus am Kreuz, Petrus, Paulus, Johannes dem Täufer und Agatha. Sie wurde durch die Glockengiesserei Rüetschi in Aarau gegossen.
7. Eine Glocke (Durchmesser 146 Zentimeter) aus dem Jahr 1743. Am Hals zwischen Ranken- und Palmettenfries stand in Antiqua «A FVLGVRE ET TEMPESTATE AC OMNI MALO LIBERA NOS O REX GLORIAE CHRISTE ET VENI NOBIS CVM PACE. ANNO DOMINI MDCCXXXXIII». Der Mantel trug Reliefs von der Maria, Jesus am Kreuz, Sebastian, Katharina, Agatha und das Bremgartner Stadtwappen.
8. Eine Glocke (Durchmesser 163 Zentimeter) aus dem Jahr 1641 und restauriert 1743. Auf dem Hals steht in Antiquaschrift «FESTA COLO PLANGO DEFVNCTOS FVLGVRA FRANGO ET CRVCE QVIDQVID ERIT TE SVPERABO MALI. ANNO DOMINI MDCCXXXXIII» Der Mantel trägt die Inschrift «HONORATVS ET CLAVDIVS LES ROSIERS LOTHARINGI NOS FECERVNT ANNO 1641 QUOS HORUM NEPOTES LVDOVICVS ET NICOLAVS LES ROISERS ET IOANNES CAVDRILLIER RESTAVRAVERVNT ANNO 1743.» Der Mantel trägt die Bildreliefs der Verkündigung Marias («AVE GRATIA PLENA»), die Kreuzigungsgruppe mit Jesus und den zwei Verbrechern, die Kirchenpatrone St. Nikolaus, Maria Magdalena, Synesius und Michael sowie das Bremgartner Stadtwappen. Diese Glocke steht heute als Denkmal auf dem Kirchenplatz.

### Heutige Glocken

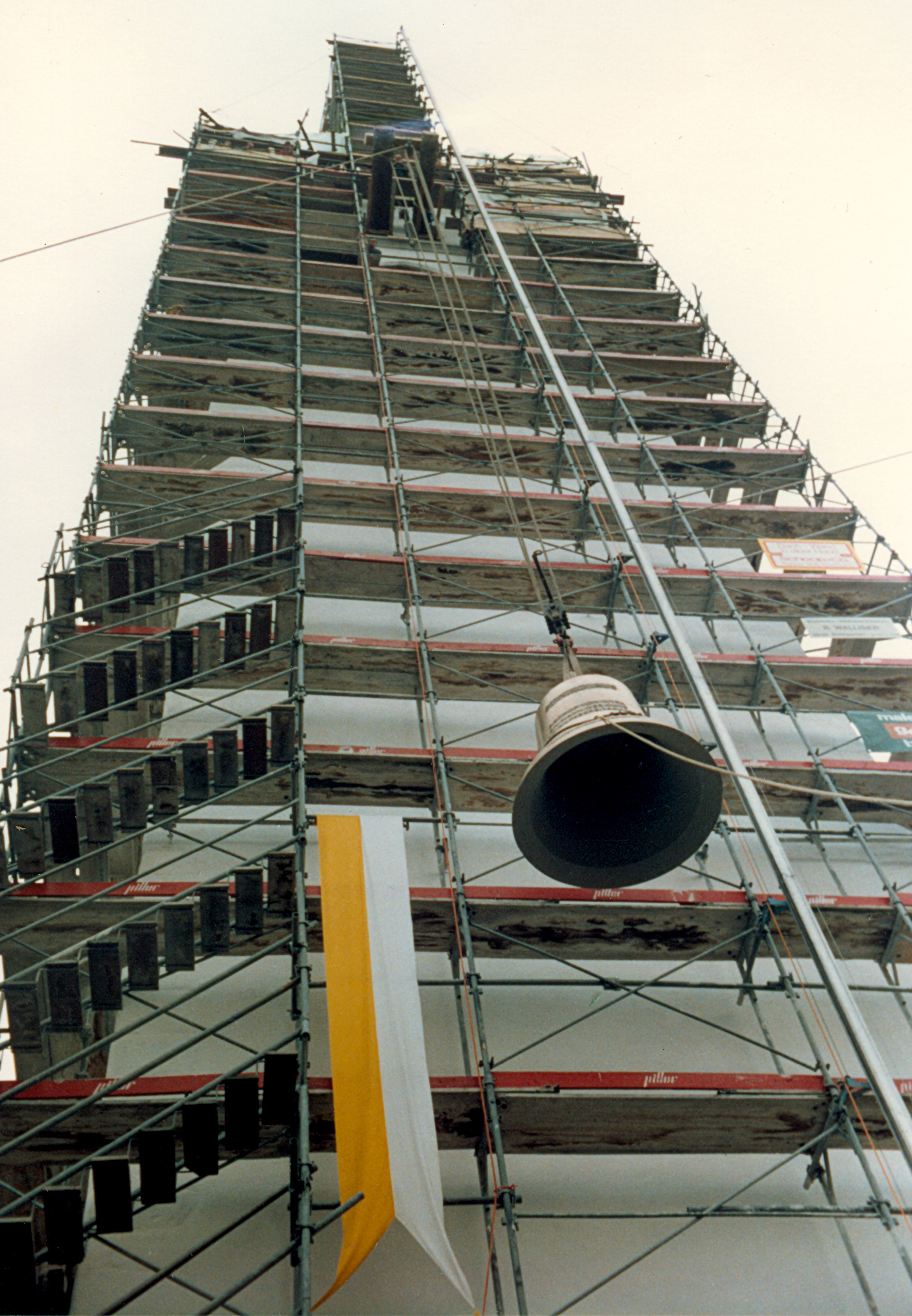
Glockenaufzug am 25. Oktober 1986
(St.-Nikolaus-Glocke)

Die neuen Glocken stammen von der Glockengiesserei H. Rüetschi in Aarau. Die grösste wurde am 29. August 1986 und die restlichen fünf am 13. Juni 1986 gegossen. Für die neuen Glocken wurde zusätzlich zu neuem Material auch 462 kg der durch den Brand geschmolzenen Glocken verwendet. Insgesamt gegossen wurden 6689 kg einer Kupferbronze (79 % Kupfer / 21 % Zinn, ± 1 %) für sechs Glocken.
| Glocke | Name                  | Schlagton | Gewicht  |
| 1      | Nikolaus von Myra     | B0        | 3013 kg0 |
| 2      | Maria Magdalena       | d1        | 1493 kg0 |
| 3      | Maria (Angelusglocke) | f1        | 913 kg   |
| 4      | Synesius              | g1        | 630 kg   |
| 5      | Óscar Romero          | b1        | 370 kg   |
| 6      | Mutter Teresa         | c2        | 270 kg   |

Die neuen Glocken sind nur noch einer Person geweiht. Je eine Glocke trägt den Namen der Kirchenpatrone Nikolaus von Myra und Maria Magdalena. Die Angelusglocke ist Maria geweiht und eine weitere dem Katakombenheiligen Synesius. Als Bezug auf die Zeit, in der diese Glocken gegossen wurden, tragen die zwei kleinsten je den Namen einer aktuellen Person: Die zweitkleinste den Namen des am 24. März 1980 ermordeten Bischofs Óscar Arnulfo Romero y Galdámez von San Salvador und die kleinste den Namen der damals noch lebenden Mutter Teresa in Kolkata.
Inschriften
Alle Glocken tragen auf der Mantelrückseite die Inschrift «KATH. KIRCHGEMEINDE BREMGARTEN 1986» und auf dem Bord auf der Rückseite in kleineren Buchstaben «GLOCKENGIESSEREI H. RÜETSCHI AG • AARAU». Die zwei grössten Glocken wurden gestiftet: die grösste (Nikolaus) von dem ortsansässigen Unternehmen Georg Utz AG, einer Herstellerfirma von Lager- und Transportbehältern, und die zweitgrösste (Maria Magdalena) von der reformierten Kirchgemeinde Bremgarten-Mutschellen.

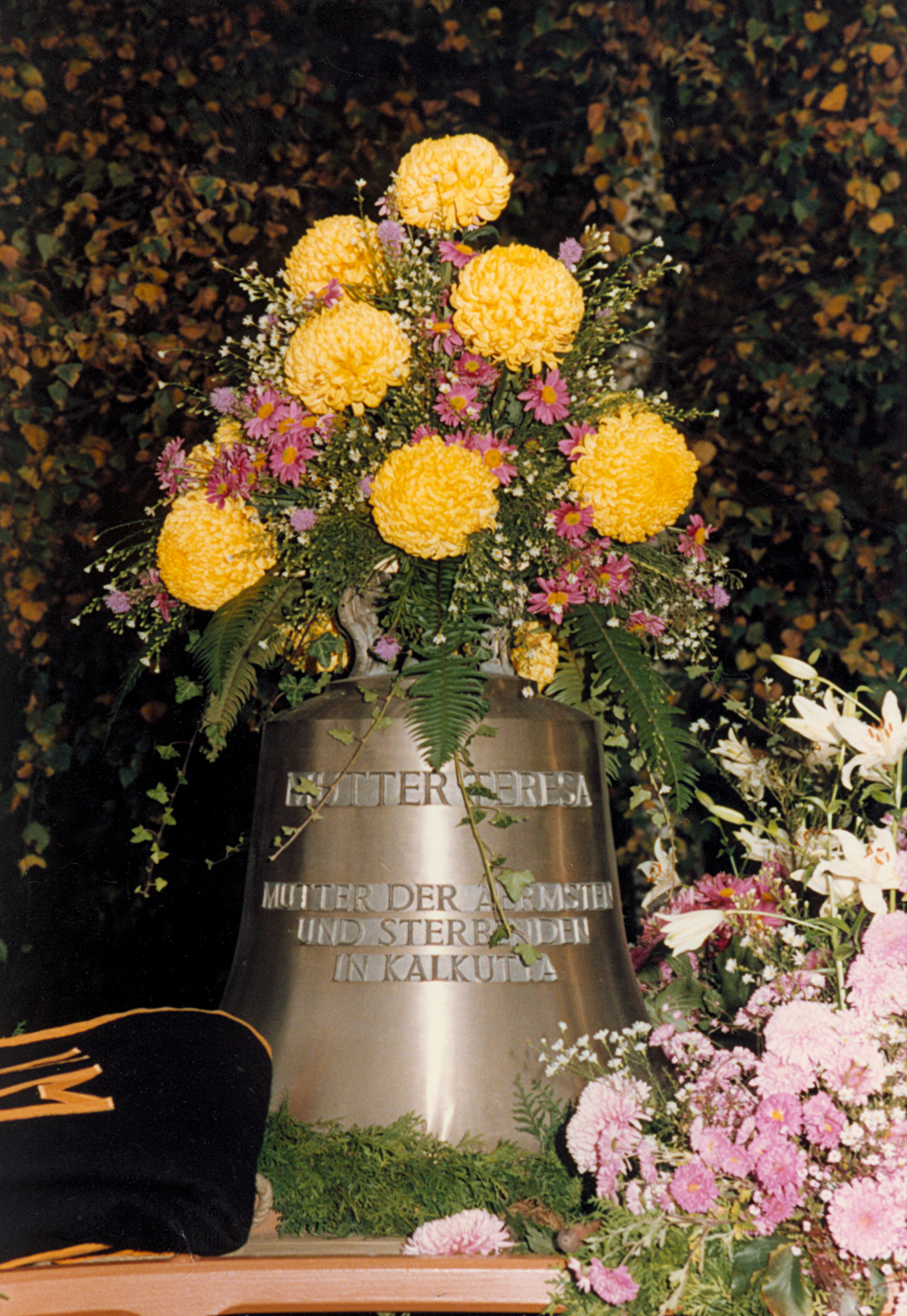
Neue kleine Glocke, der Mutter Teresa geweiht; gegossen am 29. Juni 1986

1. Auf der Mantel-Vorderseite steht «ST. NIKOLAUS», darunter mit kleineren Buchstaben «BISCHOF VON MYRA • EIN MANN DER GÜTE • UND HILFSBEREITSCHAFT» und auf dem Bord der Vorderseite mit noch kleineren Buchstaben «GESTIFTET DURCH GEORG UTZ AG».
2. Auf der Mantel-Vorderseite steht «MARIA MAGDALENA», darunter mit kleineren Buchstaben «NACHDEM JESUS • AUFERSTANDEN WAR • ERSCHIEN ER ZUERST • MARIA MAGDALENA • MK 16, 9» und auf dem Bord der Vorderseite mit noch kleineren Buchstaben «GESTIFTET VON DER REF. KIRCHGEMEINDE BREMGARTEN-MUTSCHELLEN».
3. Auf der Mantel-Vorderseite steht «ANGELUSGLOCKE», darunter mit kleineren Buchstaben «MARIA SPRACH: SIEHE • ICH BIN DES HERRN MAGD • MIR GESCHEHE NACH DEINEM WORT • LK 1, 38».
4. Auf der Mantel-Vorderseite steht «SYNESIUS», darunter mit kleineren Buchstaben «KATAKOMBEN-HEILIGER • SEIT 1653 IN BREMGARTEN VEREHRT».
5. Auf der Mantel-Vorderseite steht «BISCHOF OSCAR ROMERO», darunter mit kleineren Buchstaben «KÄMPFER FÜR GERECHTIGKEIT • OPFER DER GEWALT • IN SAN SALVADOR † 1980».
6. Auf der Mantel-Vorderseite steht «MUTTER TERESA», darunter mit kleineren Buchstaben «MUTTER DER AERMSTEN • UND STERBENDEN • IN KALKUTTA».

Jeder Glocke wurde an einer regulierbaren Aufhängevorrichtung ein Klöppel aus hammergeschmiedetem Weicheisen mit Hilfe einer Kernlederverbindung angehängt. Die Glocken sind an einem Eisenjoch mit Achsen und Pendelkugellagern angebracht (leicht gekröpftes Joch). Für die grösste Glocke musste zusätzlich das Joch stark ausgebogen (stark gekröpft) und ein Gegengewichtsklöppel (kurz GGK oder Standard GGK) installiert werden.
Der Transport und die Installierung des Glockenstuhls und die Vorbereitungen zum Glockenaufzug begannen am 20. Oktober 1986. Die Glockenweihe mit anschliessendem Aufzug fand am 25. Oktober 1986 statt. Die Schüler aus städtischen Kindergärten und Schulen durften die sechs Glocken per Flaschenzug hochziehen. Die Glocken wurden von der kleinsten bis zur grössten je von Kindern in einem bestimmten Alter aufgezogen. Das Ganze sah aus wie Seilziehen. Die leichteste Glocke («Mutter Teresa») zogen die Kindergartenschüler, die schwerste Glocke («St. Nikolaus») schlussendlich Schüler der Oberstufe auf. Die Montierung in der Glockenstube und die Nachkontrollen dauerten bis zum 31. Oktober 1986.
Die Bronze wurde mit 23.50 Franken pro Kilogramm berechnet und der Preis kam so auf insgesamt 157'191.50 Franken für das Rohmaterial inkl. Guss. Glockenstuhl und Klöppel kosteten 36'500 Franken. Inklusive Planungs- und Montierungsarbeitungen kosteten die Glocken insgesamt 242'511.50 Franken.
Am Karfreitag werden die Glocken jeweils symbolisch zur Segnung nach Rom geschickt. Anstelle des Glockengeläuts ertönt dann der Klepper (auch Rafele genannt). Der alte Klepper wurde bei der Feuersbrunst 1984 zerstört. Die Schreinerei Russenberger und der Privatmann Kurt Heizmann bauten einen neuen Klepper und spendeten ihn der Kirche.

## Ausstattung

### Fresken

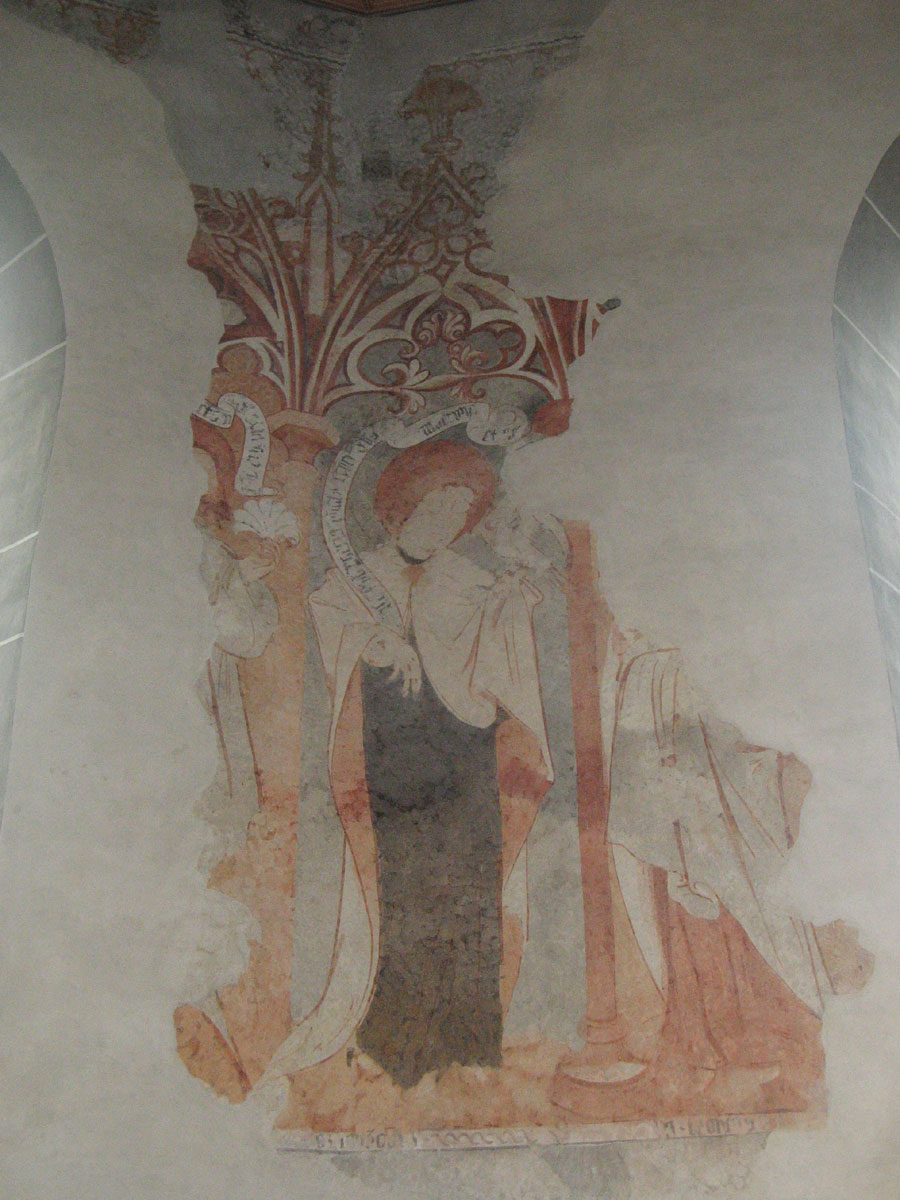
Spätgotische Freskenfragmente im Chor

Vor den Restaurierungsarbeiten anfangs der 1980er Jahre waren die Wände in der Kirche weiss bemalt. An den Wänden südlich und nördlich waren Bilder des Kreuzweges angebracht. Oberhalb des Chorbogens waren ein überlebensgrosses Kruzifix und zwei Statuen, je eine auf der linken und rechten Seite, angebracht. Das restaurierte Kruzifix hängt nun über dem südlichen Seiteneingang, wo vor der Renovierung ein grosses Gemälde hing, das Jesus darstellte. Das einzige 1897 freigelegte Bild der ursprünglichen Fresken war eine 80 mal 32 cm grosse Abbildung der Maria mit einem nackten Jesuskind im Dreiviertelprofil, die dem Weichen Stil des frühen 15. Jahrhunderts zugerechnet werden kann.
Bei Renovationsarbeiten wurden Mitte 1983 Fresken des Künstlers Paul Widerkehr aus dem Jahre 1630 freigelegt. Seine Arbeit war 1780 bei der Barockisierung der Kirche übermalt worden. Durch den Kirchenbrand von 1984 wurden die Fresken im Chor aber völlig zerstört. Unter den Widerkehr-Fresken kamen aber durch den Brand Freskenfragmente der spätgotischen Zeit um 1500 hervor. Diese wurden, so weit sie noch erhalten waren, freigelegt und zieren heute den Chor. Sie stellen die zwölf Apostel übergross und klassisch gekleidet dar, die in den Händen ihre typischen Kennzeichen (z. B. Schlüssel für Petrus) halten und ein Schriftband mit einem Credo-Satz. Die Apostel stehen in Arkaden. Der Chorbogen zeigt heute die Szene von der Verkündigung durch den Engel Gabriel, wobei nur die Figur der Maria und des Engels von den Restauratoren freigelegt werden konnte. Die Kulisse wurde neu dazu gemalt.
Die Widerkehr-Fresken im Kirchenschiff wurden ebenfalls durch den Brand angegriffen, aber nicht restlos zerstört. Sie konnten restauriert werden und zeigen im Rahmen der Fenster einen Zyklus mit Jesus und seinen Aposteln. Bei den Arkaden in der Mitte der Kirche sind Passionsengel mit Kreuzigungswerkzeugen in den Händen gemalt. Fensterfront wie Arkaden zum Synesiusschiff haben zusätzlich Scheinarchitektur-Abbildungen, die die Kirche grösser und geräumiger erscheinen lassen sollen. Die Stirnwand des Synesius-Schiffes trägt eine Abbildung des Jüngsten Gerichts.

### Chor
Im Chor befinden sich neben dem Hochaltar beidseitig Rekonstruktionen eines zwölfplatzigen Chorgestühls von F. A. Hedinger aus dem Jahr 1820. Es gilt als ein klassizistisch-neugotisches Übergangswerk. Die Wände haben Lisenen und die Gestühle wurden Nussbaum furniert.
Das Ewige Licht ist eine Ampel im Régencestil aus dem Jahr 1741 mit der Meistermarke des Augsburger Silberschmieds Franz Christoph Mäderl und dem Stifterwappen von Meyenberg von Bremgarten. Die Ampel ist eine Doppelvase mit vielen Ornamenten in einem zylindrischen Gehäuse. An drei um 180 Grad verschobenen Volutenbügeln sitzen je drei Engelfiguren, die am Kopf eine Vorrichtung für die Befestigung der Ketten tragen. Jeweils in der Mitte der Winkel zwischen diesen Volutenbügeln sind geschweifte Leuchterarme mit kronenförmigen Kerzenbechern angebracht.

### Hochaltar

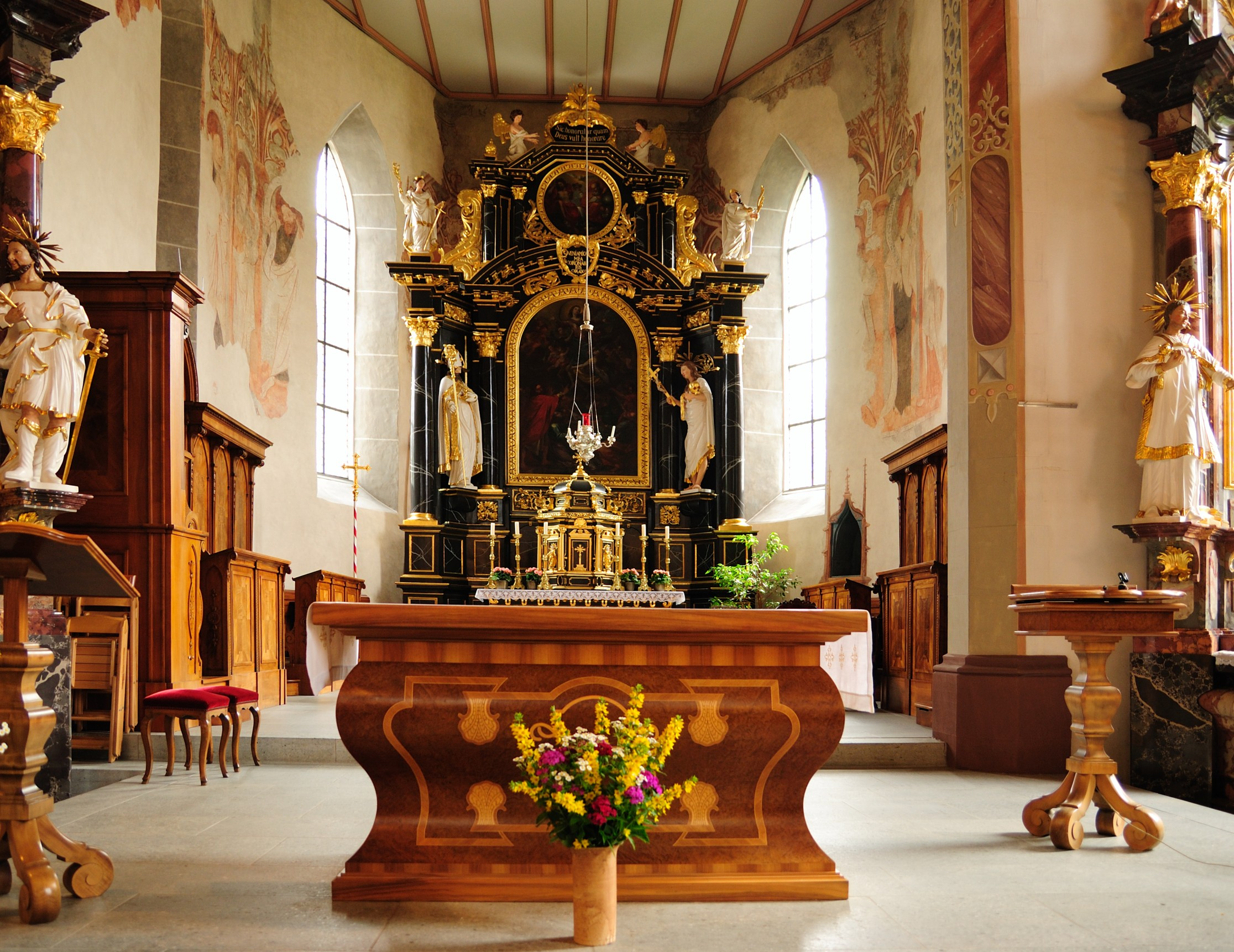
Chor mit Hochaltar in schwarz-weisser Marmorierung.

Der Hochaltar wurde erstmals am 18. August 1300 geweiht, später nach dem Brandunfall in der Unterstadt am 31. Juli 1435 rekonziliert. Nach Wiedererrichtung der Kirche nach dem Alten Zürichkrieg wurde er am 5. Juli 1457 rekonziliert und der Maria Magdalena geweiht. Am 25. Juli 1647 wurde der Altar erneut rekonziliert und am 25. Juli 1647 wahrscheinlich versetzt und neu den heutigen Kirchenpatronen Nikolaus von Myra und Maria Magdalena, sowie Katharina von Alexandrien, Sebastian und Verena geweiht.
Gegen 1700 wurde der Hochaltar in der Art des Bildhauers Johann Friedrich Boul aus Kaiserstuhl gebaut. Der heutige Hochaltar im Chor ist eine Rekonstruktion des Hochaltars aus der Zeit um 1700. Vor dem Brand war der Altarretabel grün-gelb-rot marmoriert. Die Rekonstruktion heute ist aber marmoriert mit einer schwarzen Grundfarbe und weissen Adern.
Das Altarbild zeigt Marias Himmelfahrt und stammt vom Künstler Franz Karl Stauder. Es ist durch einen säulengestützten Giebel gefasst. Dieser trägt eine Ädikula mit einem Rundbild der heiligen Dreifaltigkeit. Zwischen dem Altarbild und dem Rundbild ist eine Inschriftkartusche angebracht. Auf der Ädikula sitzt zwischen zwei Engeln eine weitere Inschriftkartusche. Zwischen den Säulenpaaren stehen die überlebensgrossen Statuen der Kirchenpatrone St. Nikolaus und Maria Magdalena. St. Nikolaus trägt in der rechten Hand einen vergoldeten Krummstab und hat seine linke Hand auf sein Herz gelegt. Maria Magdalena trägt in der rechten Hand ein Kruzifix und auf dem linken Arm einen vergoldeten Schädel. Beide Statuen tragen weisse Gewänder. Auf den äusseren zwei Säulen stehen Statuen der heiligen Katharina und der Agatha.
Vor diesem Aufbau steht der Altartisch mit einem polygonalen Tabernakel. Der Altartisch hat die gleiche schwarz-weisse Marmorierung wie der hintere Aufbau und passt sich somit dem Gesamtbild an. Der Tabernakel hat seitliche Nischen mit den Figuren von Petrus und Paulus.

### Seitenaltäre

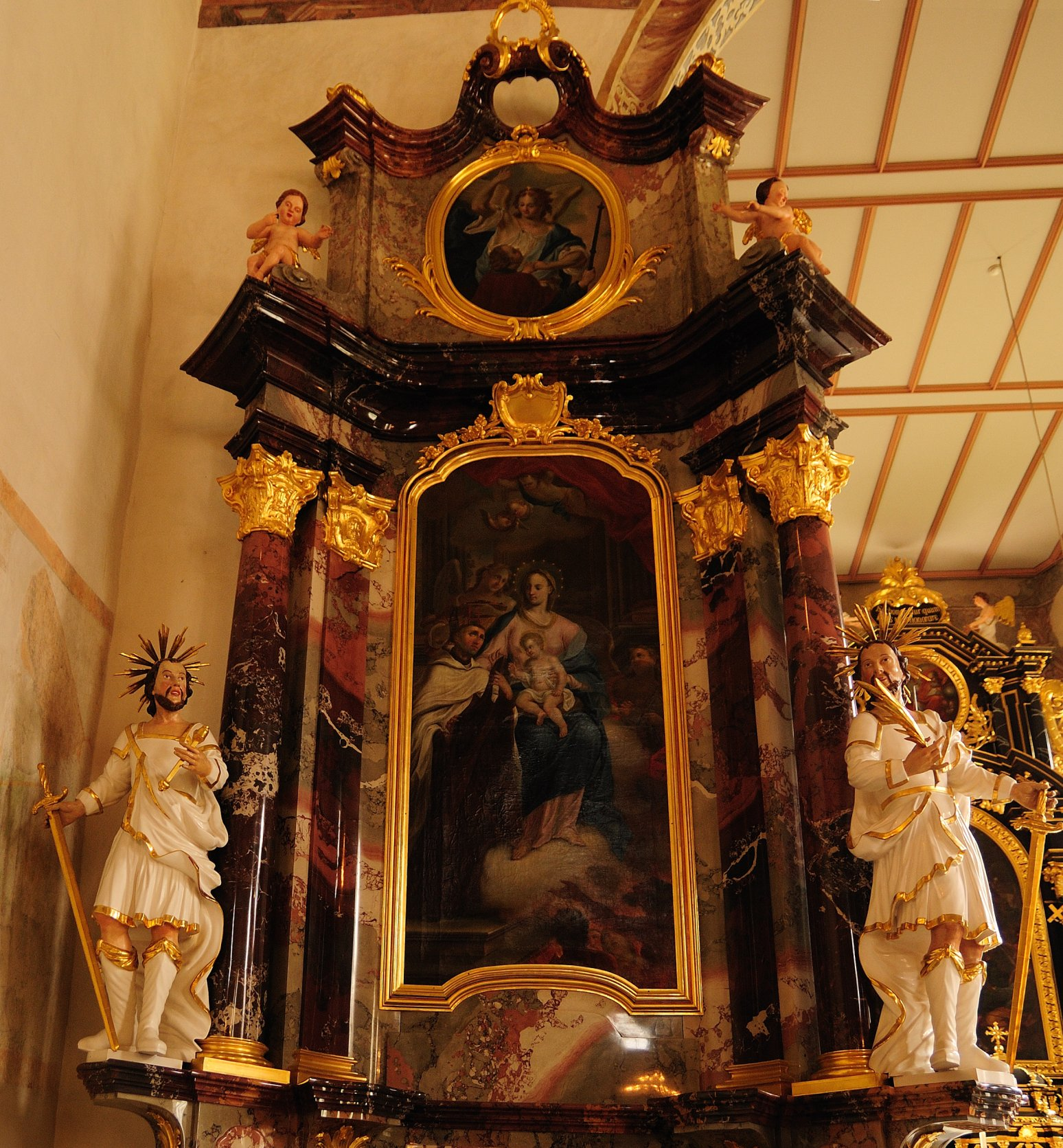
Der Muttergottesaltar, der ursprünglich unter dem Chorbogen stand

Nach dem Chorbogen stehen vier Rekonstruktionen der Seitenaltäre des Künstlers Lorenz Schmid, die von Nord nach Süd dem Erzengel Michael, der Maria, dem Josef von Nazaret und der Agatha von Catania geweiht sind. Die ursprünglichen Altäre wurden 1779 und 1780 gefertigt, sind aber beim Kirchenbrand im Jahre 1984 zerstört worden.
Die Altäre bestehen aus je einer nischenförmigen Säulenretabel mit einem Aufsatzgiebel. Die Altarbilder stammen von Franz Ludwig Hermann. Jeder Altar hat je ein Hauptblatt und ein Rundbild im Aufsatzgiebel. Auf den Säulen jedes Altars sitzen Engel und neben den Säulen stehen zwei Statuen.
- Michaelaltar: Die erste Weihe fand am 18. August 1300 statt, eine weitere am 4. Oktober 1532. Geweiht wurde er Erzengel Michael, sowie Eligius, Jodok, Quirinus von Siscia und Agnes von Rom. Geehrt wurde der Altar in den ersten Jahren am Sonntag vor dem Gedenktag des Bartholomäus’ am 24. August und später in der Pfingstoktav wie die meisten anderen Altäre.[2] Das heutige Hauptblatt zeigt ein Bild von Michael und das Rundbild zeigt Agnes. Auf der linken Altarseite steht eine Statue des Quirinus und rechts Eligius.
- Muttergottesaltar: Erstmals erwähnt wurde dieser Altar am 28. Februar 1411 und eine Weihe ist am 26. Juni 1467 dokumentiert. Am 4. Oktober 1532 wurde er dann der Maria und Johannes dem Täufer, Jakob, sämtlichen Aposteln, Barbara von Nikomedien, Georg und Josef geweiht. Er wurde früher Mittelmessaltar oder Bullingeraltar genannt und stand ursprünglich unter dem Chorbogen. Geehrt wurde der Altar in der Pfingstoktav. Er wurde später an die jetzige Stelle links neben dem Chorbogen versetzt und ersetzte damit den Altar des Leidens des Herrn, der die Heiligen Drei Könige sowie andere Heilige als Patrone hatte. Dieser Altar wurde in den Urkunden der Stifterpfrund am 3. November 1532 und 26. Juni 1467 aber nicht mehr bei der Rekonziliation der Kirche am 4. Oktober 1532 erwähnt.[2] Aufbau des heutigen Altars: Das Hauptblatt zeigt die Skapulierverleihung durch Maria an Simon Stock und eine Gruppe Schutzengeln. Auf dem Schoss der Maria sitzt das Jesuskind. Altarseitig links steht eine Statue des Crispinus und rechts eine Statue des Crispinianus.
- Josefaltar: Dieser Altar hiess früher «Frühmeßaltar» und wurde am 18. August 1300 und 4. Oktober 1532 geweiht. Die Patrone damals waren St. Nikolaus, Ägidius, Katharina von Alexandrien, Apollonia und Martin von Tours und geehrt wurde er ebenfalls in der Pfingsoktav.[2] Das Hauptblatt zeigt heute Josefs Tod und das Rundbild zeigt Rochus von Montpellier. Linksseitig steht eine Statue von Stephanus und rechtsseitig eine Statue von Laurentius von Rom.
- Agathaaltar: Dieser Altar wurde am 13. November 1487 durch den damaligen Konstanzer Generalvikar und späteren Weihbischof Daniel Zehender (1473–1498) geweiht und der Altar sollte bei einem jährlichen Fest nach Allerseelen geehrt werden. Die Patrone waren Maria, Stephanus, Gallus und alle Heiligen.[2] Das heutige Hauptblatt zeigt das Martyrium der Agatha und eine Signatur Franc. Ludov. Herrmann Inven. et pinxitt anno 1780. Das Rundbild zeigt Blasius von Sebaste. Die Statue links ist ein Abbild von Apollonia und rechts von einem heiligen Märtyrer.

### Nebenschiffaltäre
Das Nebenschiff hatte ursprünglich vier Altäre, die im 18. Jahrhundert abgebaut oder umgebaut wurden:
- Johannesaltar: Dieser Altar war am 4. Oktober 1532 dem Evangelisten Johannes, Georg und Gallus geweiht worden. Weitere Patrone waren die Zehntausend Ritter, Dorothea und Margareta von Antiochia. Dieser Altar stand an der Wand vor dem Turm. Am Kirchengedenktag der Heiligen Zehntausend Ritter am 22. Juni wurde er verehrt.[2]
- Leiden-Jesu-Christi-Altar: Dieser Altar wurde am 10. Mai 1494 errichtet zu Ehren des Leidens Jesu Christi, sowie zu Ehren Mariens, Laurentius’, Lazarus’, Maximins von Trier, Katharinas von Alexandrien und Lucias von Syrakus. Geweiht wurde er schliesslich am 4. Oktober 1532 dem heiligen Kreuz, Martin und Lucia. Er stand in der nördlichen Ecke der Giebelwand und der Langwand.[2]
- Antoniusaltar: Dieser Altar wurde gemäss den Unterlagen der Stifterpfründe am 15. Juni 1471 geweiht. Seine Patrozinien waren: Maria, der Evangelist Johannes, Jakobus der Ältere, Antonius der Große, Erhard von Regensburg, Leonhard von Limoges, Simon Petrus, Laurentius von Rom, Pantaleon, Veit, Barbara von Nikomedien, Dorothea, Margareta von Antiochia und Agatha. Er stand an der nördlichen Langwand des Nebenschiffs.[2]
- Synesiusaltar: Der ursprüngliche Synesiusaltar in der Mitte der Giebelwand wurde erst nach der Übertragung der Reliquien des Katakombenheiligen am 18. August 1653 errichtet.[2]

Bis auf den umgebauten Synesiusaltar sind sämtliche Altäre im 18. Jahrhundert abgebaut und durch die heutige rekonstruierte Komposition im Rokokostil von 1760 ersetzt worden. Das Synesiusschiff hat heute drei Altäre, die ursprünglich 1760 möglicherweise von Christian Scharpf geschaffen wurden. Die Altäre sind dem Synesius (mittlerer Altar), dem Sebastian (nordseitiger Altar) und den Heiligen Drei Königen (südseitiger Altar) geweiht. Die Altäre stehen triptychonartig nebeneinander, sind im Rokokostil gehalten und bestehen aus mehrfarbigem Stuckmarmor. Die Altartische sind bauchig und haben ein wannenförmiges Säulenretabel. Die Volutengiebel sind mehrfach geschweift und derjenige des Synesiusaltars hat seitlich auf ihm sitzend noch zwei kleine Schutzengel.
Auf dem Synesiusaltar steht eine von einem älteren Altar übernommene barocke Synesius-Statue des Bildhauers Gregor Allhelg. Von ihm wurden auch die restlichen Statuen des Altars geschaffen. Neben der Säule steht nordseitig Martin von Tours und südseitig Lucia von Syrakus. Auf den Säulen stehen die Kirchenpatrone St. Nikolaus auf der linken und Maria Magdalena auf der rechten Seite. Der Altar enthält zusätzlich einen tabernakelförmigen Schrein für die Aufnahme der Gebeine des Synesius'.
Bilder des Künstlers Joseph Anton Schuler bereichern die Altaraufbauten und zeigen den Sebastian, Antonius den Einsiedler, Johann Nepomuk, die Taufe Jesu Christi, die Heiligen Drei Könige und die heilige Anna. Das Antoniusbild trägt die Signatur «Joseph Antoni Schueller, 1760».

### Taufstein
Neben dem Sebastianaltar steht heute der frühbarocke Taufstein von Gregor Allgelg, der vor den Renovationsarbeiten in der St. Annakapelle untergebracht war. Er stammt aus der Mitte des 17. Jahrhunderts (1650/1660) und hat eine sechseckige Kelchform. Der Schaft besteht aus weissgeädertem Unterwaldner Marmor. Die Höhe mitsamt Deckel beträgt 215 cm und der Durchmesser 95 cm. Das Becken ist gerippt. Der gewölbte Deckel ist aus Holz und mit weissen Volutenhermen und vergoldeten Rollwerkkartuschen bedeckt. Auf dem höchsten Punkt des Deckels befindet sich ein sechssäuliger Aufbau mit kleinen Statuen, die eine Täufergruppe darstellen. Der Deckel befindet sich an einer Kette, die in die Decke eingelassen wurde und als Vorrichtung dient, um den Deckel bei Taufen heben zu können. An der Kette befindet sich eine Taube als Symbol des Heiligen Geistes.

### Kanzel
Die Kanzel stammt aus dem Jahr 1630 und wird dem Übergang von der Spätrenaissance zum Barock zugerechnet. Die sechsseitige Kanzel wurde von Hans Sager gestiftet und ist am ersten Schiffspfeiler angebracht. Sie sitzt auf einem Fratzenbug, woran das Stifterwappen angebracht ist. Die Kanzel ist aus Eichenholz gefertigt, geschnitzt und hat wenig Ziervergoldungen aus den Jahren 1630/1640. Die Schnitzereien zeigen in den Ecken des Korbes korinthische Säulen, die ein gebogenes Gebälk mit symmetrischen Rankenfriesen tragen. Zwischen den Säulen befinden sich Zierarkaden mit Muschelnischen und darin Statuen der Evangelisten und von Jesus Christus. Der Fusssims enthält breitgezogene, girlandenbehängte Beschlagwerkkartuschen. Der Kanzelaufgang ist dreifach um den Pfeiler geknickt. An der Brüstung befinden sich Beschlagwerkfriese und Masswerkgliederung von ineinandergreifenden Kreisen. Die Kanzel trägt einen Schalldeckel mit Eckvasen. Zwischen den Vasen sind Rollwerkaufsätze angebracht. In der Mitte sitzt ein Kuppelbau und darauf steht ein Balusterkreuz.

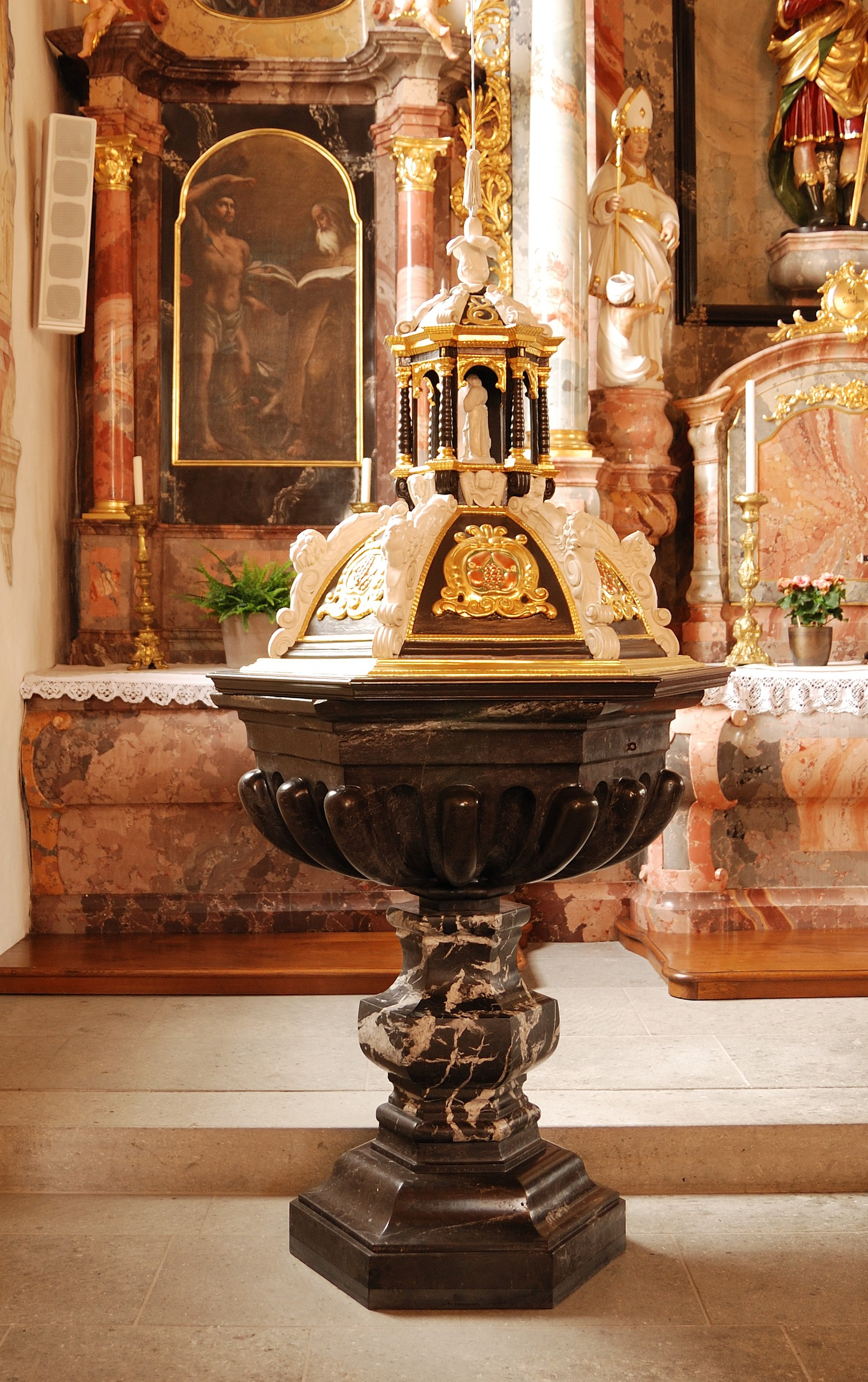
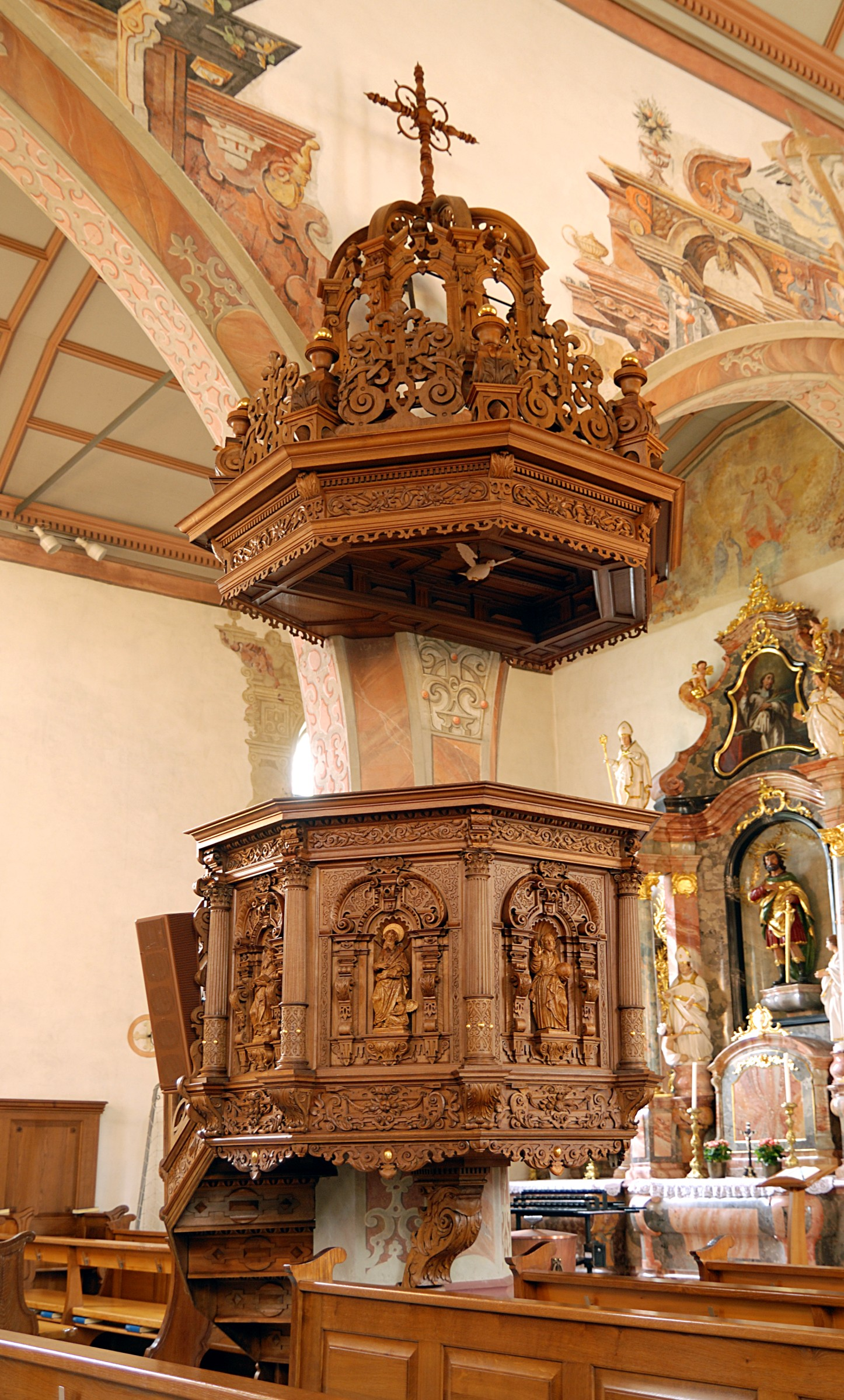
Kanzel aus dem Jahr 1630
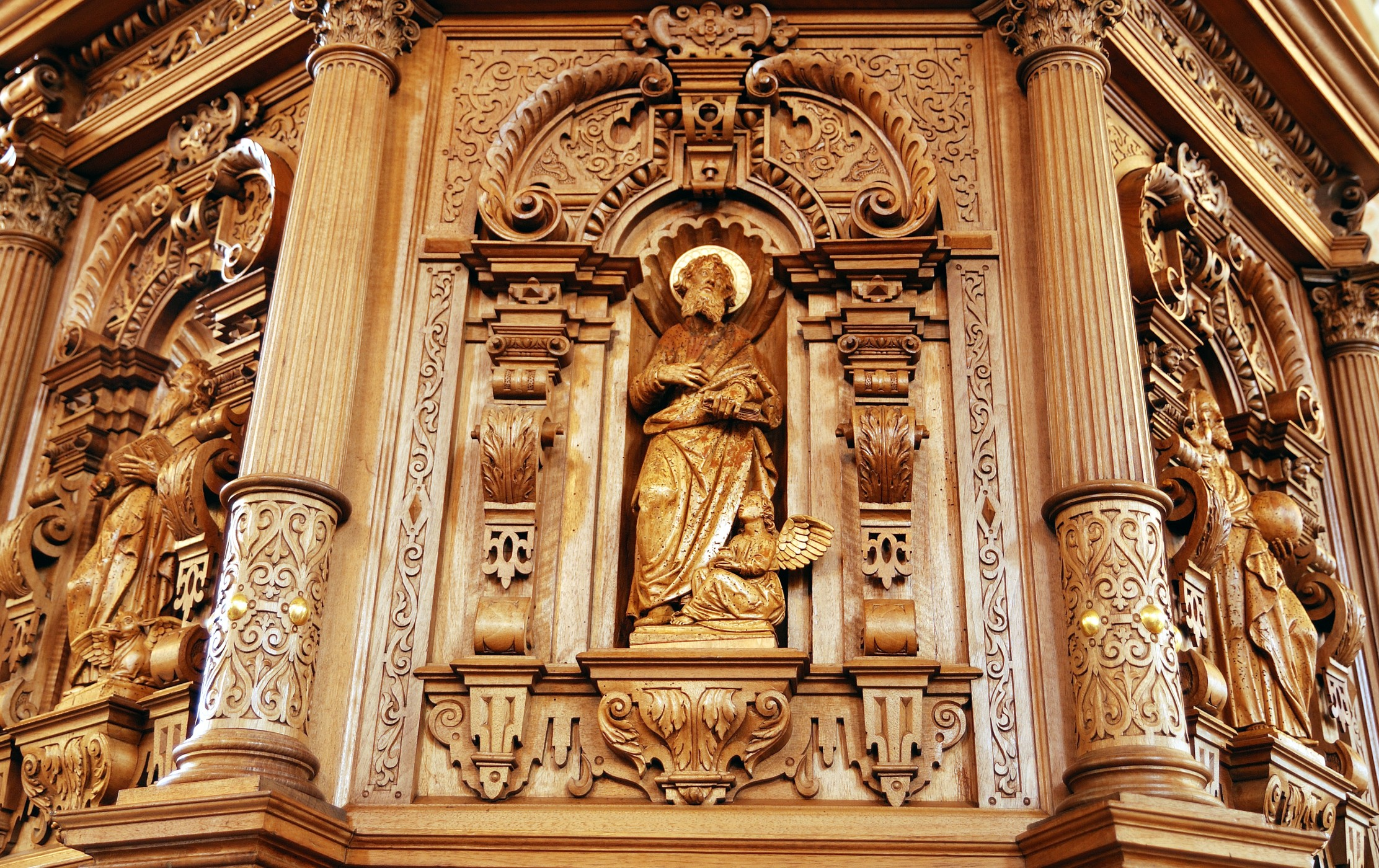
Muschelnischen mit Statuen von Lukas, Matthäus und Jesus Christus (v. l. n. r.)

### Orgel

#### Geschichte der Orgeln

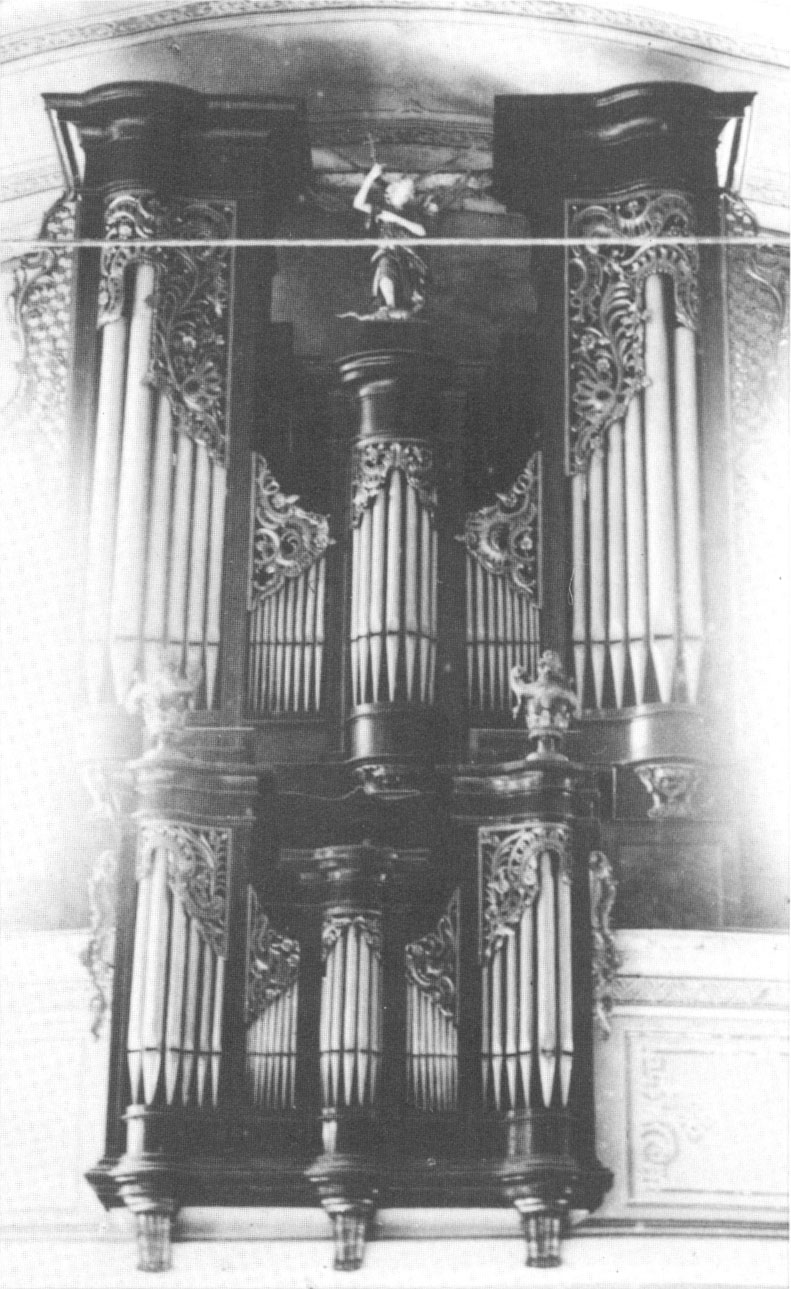
Die Otter-Orgel von 1788 bis 1898

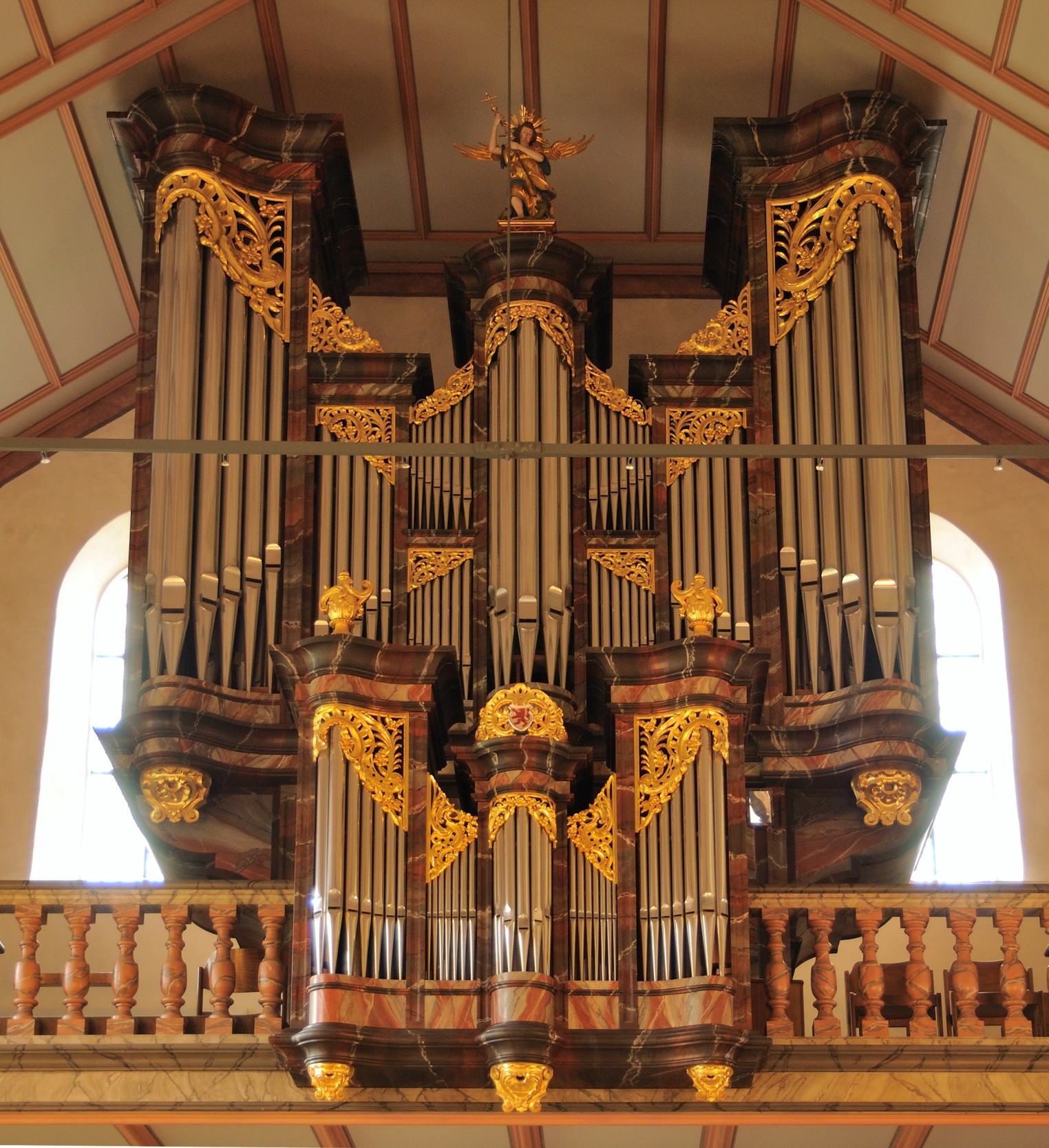
Heutige Orgel der Metzler AG, Dietikon

Die Kirche hatte in ihrer Geschichte insgesamt sieben Orgeln. Die erste Orgel erwarb die Kirche 1458 aus der Stadtpfarrkirche Maria Himmelfahrt in Baden. 1578 erneuerte Peter Rietsch aus Basel die Kirchenorgel.
Von 1612 bis 1616 baute Thomas Schott aus Urach eine neue Orgel. Er wurde später Bürger von Bremgarten und musste als Gegenleistung auf das Trinkgeld für den Orgelbau verzichten und einen Becher im Wert von 20 Kronen bezahlen. Er wurde zu einem sehr wohlhabenden und geehrten Bürger, der auch für umliegende Kirchen Orgeln baute, wie zum Beispiel die grosse Orgel in der Klosterkirche Muri.
Franz Joseph Otter von Trimbach baute in den Jahren 1788 und 1789 eine Orgel mit Schmuck am Orgelprospekt von Joachim Waltenspühl. Gleichzeitig wurde eine neue Sängerempore gebaut. 1898 wurde die Orgel von Otter durch eine neubarocke Orgel von Friedrich Goll in Luzern abgelöst. Im Jahr 1916 wurden die Goll-Orgel vergrössert und der Prospekt umgebaut und 1930 durch die Orgelbau AG in Willisau elektrifiziert und renoviert.
Ein Neubau der Orgelbau Th. Kuhn AG in Männedorf löste dieses Instrument 1953 ab. Diese Kuhn-Orgel wurde während des Kirchenbrands 1984 zerstört. Die renovierte Kirche bekam im Jahr 1988 eine neue Orgel der Metzler AG in Dietikon im Stil der Otter-Orgel.

#### Heutige Orgel
Von der Otter-Orgel aus dem Jahr 1788 sind das abgeflachte Rückpositiv an der Emporenbrüstung und die Michaelsfigur in den nachfolgenden Um- und Neubauten übernommen worden. Vor der Restaurierung der Kirche in den 1980er Jahren wurde die Michaelsfigur samt Sockel zur Restaurierung an W. Furrer nach Brig gegeben. Die Figur stellt den Erzengel Michael im Kampf mit Luzifer dar. Es wurden während der Restaurierung auch einige Prospektpfeifen entfernt. Die Figur und diese Pfeifen haben als einzige den Brand im Jahr 1984 überlebt. Es gab aber einige exakte Fotografien und Vermessungen des Rückpositivs, die die Rekonstruktion ermöglichten.
Die Submissionsunterlagen wurden an sechs Orgelbauer versandt. Das Budget betrug insgesamt 680'000 Schweizer Franken, für die Orgel 500'000 Franken, für Schnitzereien, Marmorierungen und Vergoldungen 150'000 Franken und für einen Orgelexperten 30'000 Franken. Der Auftrag wurde an die Firma Metzler Orgelbau AG in Dietikon vergeben. Die Orgel sollte aufgrund der Fotografien des Otter-Rückpositivs rekonstruiert werden. Ebenso sollten sämtliche vorhandenen Teile (Michaelsfigur und Orgelpfeifen) wieder in die Orgel integriert werden. Das Haupt- und Pedalwerk sollte stilistisch und im Detail an das rekonstruierte Rückpositiv angepasst werden.
Durch die verbesserten Raumverhältnisse auf der Empore und die höhere Decke konnte das Hauptgehäuse auf die neuen Proportionen abgestimmt werden. In Anlehnung an die alte Orgel von Franz Joseph Otter wurde das Hauptgehäuse mit zwei grossen Seitentürmen versehen. Das Pedalwerk wurde in diese beiden Türme eingebracht und aufgeteilt in eine C- und eine Cis-Seite. Zwischen diesen zwei Seitentürmen befindet sich das Hauptwerk. Der Hauptwerkprospekt wurde mit einem erhöhten Mittelturm gestaltet und setzt so einen Kontrapunkt zum Rückpositiv. Auf diesen Mittelturm wurde dann die restaurierte Michaelsfigur gesetzt. Das dritte Manual wurde in einem eigenen Gehäuse von vorne unsichtbar als Schwellwerk hinter dem Hauptwerk aufgestellt. Der Spieltisch mit einer rein mechanischen Spiel- und Registertraktur wurde im Unterbau des Hauptgehäuses untergebracht. Eine klassische Windversorgung ohne Schwimmerbeläge und Regulatoren fand unter dem Vordach des Haupteingangs ihren Platz.
Das Gehäuse wurde aus resonanzfähigem Nadelholz gebaut. Details, Schnitzereien sowie weitere Profilierungen wurden aus der Dokumentation des alten Rückpositivs entwickelt. Die Marmorierung und die sonstige farbliche Gestaltung wurden dagegen auf die Seitenaltäre abgestimmt, um ein harmonisches Gesamtbild im Kircheninnenraum zu erzeugen.
Die Pfeifen sind aus unterschiedlichen Metalllegierungen, die für die Klangfarbe von Bedeutung sind, gefertigt worden. Es gibt beispielsweise Prospektpfeifen aus fast reinem Zinn und Pfeifen im Inneren der Orgel aus fast reinem Blei. Ebenso hat die Orgel Holzpfeifen.

#### Disposition
Disposition der heutigen Orgel:
| I Rückpositiv C–g3 |       |
| Gedackt            | 8′    |
| Praestant          | 4′    |
| Rohrflöte          | 4′    |
| Octave             | 2′    |
| Gedecktflöte       | 2′    |
| Sesquialter II     | 2 ⁄3′ |
| Nasard             | 1 ⁄3′ |
| Scharf III         | 1′    |
| Dulcian            | 8′    |

| II Hauptwerk C–g3 |       |
| Bourdon           | 16′   |
| Principal         | 8′    |
| Hohlflöte         | 8′    |
| Octave            | 4′    |
| Gemshorn          | 4′    |
| Quinte            | 2 ⁄3′ |
| Superoctave       | 2′    |
| Mixtur III        | 1 ⁄3′ |
| Zimbel II         | 2⁄3′  |
| Cornet V (ab c1)  | 8′    |
| Trompete          | 8′    |
| Vox humana        | 8′    |

| III Schwellwerk C–g3 |        |
| Principal            | 8′     |
| Rohrflöte            | 8′     |
| Gambe                | 8′     |
| Suavial (ab c0)      | 8′     |
| Octave               | 4′     |
| Nachthorn            | 4′     |
| Quintflöte           | 2 ⁄3′  |
| Waldflöte            | 2′     |
| Terz                 | 1 3⁄5′ |
| Mixtur IV            | 2′     |
| Schalmey             | 8′     |

| Pedal C–f1 |     |
| Principal  | 16′ |
| Subbass    | 16′ |
| Octavbass  | 8′  |
| Bourdon    | 8′  |
| Octave     | 4′  |
| Mixtur IV  | 2′  |
| Posaune    | 16′ |
| Trompete   | 8′  |

- Koppeln:
  - Normalkoppeln: I/II (Zug), III/II (Zug), II/P (Tritt), III/P (Tritt).
  - Superoktavkoppeln: III/P 4′ (Tritt).
- Spielhilfen: Organo Pleno an, Organo Pleno ab, Pedalzungen an, Pedalzungen ab Schwelltritt.
- Tremulant: Auf alle Manuale.
- Vogelsang.
- Zimbelstern.

## Nutzung
Die Kirche wird nicht nur für Gottesdienste, sondern auch für Auftritte regionaler klassischer Orchester und Chöre genutzt. Es traten beispielsweise der Kammerchor Aarau (1991), das Ensemble Corund (1996) und das Badener Vokalensemble (2007) sowie viele weitere auf. Ebenso werden auf der Orgel Konzerte abgehalten, veranstaltet vom Orgelkreis Bremgarten. Der Stadtorganist Peter Reichert hat in seiner Amtszeit seit 1992 die künstlerische Leitung dieser Orgelkonzerte wahrgenommen und selber zahlreiche Konzerte gespielt. Auch viele Gastorganisten konzertierten hier, wie z. B. der junge Organist Jonas Herzog (2008) oder der Titularorganist Alexander Koschel.
Im Jahr 1993 wurde eine CD aufgenommen, auf der Peter Reichert Werke des Komponisten Johann Pachelbel auf der Metzler-Orgel in der Stadtkirche Bremgarten spielt.